# حمله اعراب به ایران
حملهٔ اعراب به ایران که بخشی از فتوحات مسلمانان به شمار می‌آید. به مجموعه یورش‌ها به شاهنشاهی ساسانی در قرن هفتم میلادی اشاره دارد که از سال ۶۳۳ میلادی در دوران خلافت ابوبکر آغاز شد، در دوران عمر به اوج خود رسید و در زمان عثمان به فروپاشی کامل پادشاهی ساسانی در سال ۶۵۱ میلادی (مطابق با سال ۳۰ هجری قمری) و کشته شدن یزدگرد سوم، پادشاه پایانی ساسانیان، شد. این یورش‌ها همچنین باعث افزودن ایران به قلمرو خلافت اسلامی شد. اشغال ایران، سرآغاز فرایند آرام آرام گرویدن ایرانیان به اسلام بود که چند قرن زمان برد. از میان یورش‌هایی که اقوام دور و نزدیک در درازای تاریخ به خاک ایران کرده‌اند، یورش اعراب بیشترین تأثیر را بر ایران گذاشت.
اندکی پس از درگذشت محمد بن عبدالله، ابوبکر لشکری را به سرزمین‌های جنوب رود فرات و شهر حیره در غرب قلمرو ساسانیان (عراق کنونی) فرستاد و آنجا را فتح کرد. پس از بازپس‌گیری و جابجا شدن این شهر میان مسلمانان و ساسانیان در زمان عمر، سرانجام لشکر سلطنتی ایران به فرماندهی رستم فرخ‌زاد در نبرد قادسیه با اعراب درگیر شد که نتیجه آن پیروزی اعراب بود. سپس تیسفون، پایتخت ساسانیان، پس از یک محاصره کوتاه تسخیر و غارت شد و سپس در نبرد جلولا اشغال عراق تکمیل شد. التون دنیل معتقد است که پس از تصرف عراق عمر علاقه‌ای به گسترش جنگ تا فلات ایران نداشت اما به دلایل گوناگون مانند علاقه لشکریان عمر به چپاول بیشتر و ترس عمر از یورش یزدگرد یا یکی از مدعیان پادشاهی، در پایان تصمیم به یورش گرفت. در سال ۶۴۲ واپسین ایستادگی هماهنگ ایرانِ ساسانی در نبرد نهاوند رخ داد (نبرد نهاوند) که پس از نبردی خونین اعراب پیروز شدند. یزدگرد گریزان شده و سرانجام در سال ۶۵۱ میلادی بنا به داستانی به دست آسیابانی در مرو کشته شد.
جنگ نهاوند ایستادگی دولت مرکزی را در هم شکست، و پس از این زمان جلوگیر پیشروی اعراب ایستادگی‌های محلی بود که در برخی موارد شدید بودند. فتوحات اعراب به سوی شرق ادامه یافت. در چند سال ولایت‌های دیگر ایران شامل اصفهان، ری، فارس، آذربایجان، ارمنستان ایران، سیستان و خراسان هم فرو ریختند. با این حال تبرستان و نیز گیلان تا یکی دو سده زیر فرمان اعراب در نیامدند و افرادی از اشراف ایران در آنجا فرمانروایی می‌کردند، چنان‌که احمد کسروی در بهار نوشته است:
 «اوایل قرن سوم که دامنهٔ فتوحات اسلامی در آسیا تا حدود چین و در آفریقا تا سواحل بحر اطلس و در اروپا تا وراء جبل آلپ امتداد یافته بود و در پایتخت‌های اسپانیا و پرتغال به جای ناقوس صدای اذان مسلمین به اطراف طنین می‌انداخت، در قلل جبال سوادکوه آتشکده‌های دین زرتشت دایر و مشتعل بود و اسپهبدان هنوز کیش نیاکان خود را از دست نداده بودند.» اعراب پس از اشغال هر شهری قراردادی با سران آن شهر می‌بستند که در آن میزان مالیاتی (جَزیه) که قرار است که از شهر اخذ شود را مشخص می‌کرد. روال کلی این بود که شهرها پس از عقد قرارداد صلح، شهرها قیام می‌کردند. قیام‌ها مخصوصاً تا ۶۵۱ میلادی که یزدگرد زنده بود، بیشتر رایج بود و مقاومت‌های محلی قوی و مکرر بود. در برخی موارد مخالفان نیروی بزرگی نیز فراهم کرده بودند. مورخان در مورد انگیزه قیام‌ها نظرات مختلفی دارند.
گذشته‌نگاران دلایل بسیاری را در مورد انگیزه و علت آغاز یورش‌های اعراب به ایران گفته‌اند: دورنمای کسب ثروت و زمین، گرسنگی و فقر، تلاش برای گسترش اسلام، تلاش برای رها کردن اعراب بین‌النهرین از سلطه ساسانیان، عرب گرایی، تغییرات آب و هوایی، گسترش شبکه تجاری و غیره. همچنین، گذشته‌نگاران دلایل گوناگونی را برای فروپاشی ساسانیان بیان کرده‌اند: درگیری مذهبی و گروهی، نبود پشتیبانی مردمی، درگیری میان اشراف، ناپایداری سیاسی، و هزینه درگیری‌های طولانی و ناموفق اخیر با امپراتوری روم شرقی، اپیدمی طاعون، آشفتگی مربوط به جانشینی تخت پادشاهی، دین اسلام، اختلافات میان گروه‌های گوناگون جامعه و نبود هماهنگی میان آنها، باور ایرانیان به سرنوشت و پذیرش شکست، وجود پیروان فرقه‌های غیر آیین مزدیسنا (زرتشتی) و مسیحیان که در پشتیبانی از معابد آتش و خانواده ساسانی رخنه ایجاد می‌کردند و عوامل دیگر.
تا هنگام قتل عثمان، اشغال کردن ایران، کامل شده بود و پادگان‌های اعراب در چند منطقه جهت اطمینان از اخذ مالیات برقرار شده بود. از زمان معاویه به بعد برنامه اسکان دائمی برخی اعراب در ایران اجرا شد. در زمان امویان اعراب از آمودریا فراتر رفته و وارد کوه‌های افغانستان شدند. اعراب معمولاً در امور داخلی مردمان محلی که مالیات خود را می‌پرداختند دخالت نمی‌کردند. در قرون اول اسلامی، سران محلی مسئولیت اداره محلات و شهرها را بر عهده داشتند. پس از فتح یک ناحیه، اعراب در پادگان‌هایی که ساکن می‌شدند که یا خود تبدیل به شهر می‌شدند یا اینکه در نزدیکی شهرهای دیگر قرار داشتند. در زمان فتح بی درنگ پس از آن ارتباط و آمیختن کمی میان اعراب و ایرانیان محلی وجود داشت؛ و خلیفه اسکان اعراب در ایران را حمایت می‌کرد. با گرویدن زرتشتیان به اسلام قوانینی برای ارتباط میان آن‌ها نهاده شد.
نوشته‌های گذشته‌نگاران در مورد تاثیرات خوب یا بد یورش اعراب آمیخته با ارزیابی‌های خوب و بد بوده است. زرینکوب رفتار اعراب با ایرانیان را «مسخره، شگفت‌انگیز، و ستمگرانه» خوانده و اعراب را مردمانی «خشن و ساده دل» می‌داند و می‌نویسد که به‌جز کسانی که به‌شدت تحت تأثیر تعالیم اسلامی قرار گرفته بودند، دیگران دربرابر اعراب احساس کینه و نفرت داشتند. از سوی دیگر حقیقت را نویسندگان شکل دیگری می‌بینند. کلود کائن می‌نویسد که تحت تأثیر جنبش‌های ملی گرایانه دوران مدرن، گرایش به سمت نمایش ایرانیان و اعراب به عنوان دو گروه دشمن رفته است، درحالی‌که این دیدگاه با حقایق تاریخی سازگار نیست. چیز رابینسون نیز خشونت‌های نظام مند دوران فتوحات برابر غیرمسلمانان تا پیش از مروانیان را مطالب دستکاری شده می‌داند.

## منبع‌شناسی
کهن‌سال‌ترین کسانی‌که به یورش اعراب اشاره کرده‌اند «ابومخنف لوط بن یحیی ازدی» و «ابوالحسن مداینی» است. ابومخنف سال ۱۵۷ هجری و مداینی نزدیک به ۲۲۰ هجری درگذشته است. شوربختانه آثار آنان در دسترس نیست. یکی از کهنه‌ترین منابع عربی موجود که به بیان فتوحات مسلمانان پرداخته کتاب فتوح‌البلدان بلاذری (مرگ: سال۲۴۰ هجری قمری) است. الاخبار الطوال دینوری (گذشته‌نگار ایرانی عربی نویس. مرگ: سال ۲۸۲ هجری قمری) و تاریخ یعقوبی (قرن سوم هجری) کهن‌ترین کتب تاریخی به دست ما رسیده هستند که داستانی به هم پیوسته از تاریخ «جهانی» را نوشته‌اند که در این میان دینوری بیشتر از یعقوبی به تاریخ ساسانیان پرداخته است. اما مهم‌ترین منبع تاریخ طبری است که اگر چه رشته داستانی پیوسته به هم را ارائه می‌کند، اما محتویات آن متشکل از بازگفت‌ها و قطعه‌هایی از منابع پیشینش است. منابع زیاد دیگری نیز موجود است. فارس‌نامه ابن بلخی (دهه نخست قرن ششم هجری) کهن‌ترین تاریخ به‌دست رسیده از فارس است و به‌شکل بزرگی به تاریخ ایران پیش از اسلام پرداخته است.
گزارش‌های تاریخی به دست رسیده بیشتر با هم ناسازگار بوده و ترتیب درست رویدادها روشن نیست. حتی پیدایش تاریخ درست رویدادهای بنیادی هم دست نایافتنی و پیدایش درست اندازه سپاهیان دشوار است؛ بنابراین از کاوش در منابع گمان می‌رود که تعداد سپاهیان ایران در جنگ‌های اصلی قادسیه و نهاوند بیشتر از سپاهیان اعراب بوده، ایرانیان با دلاوری جنگیده‌اند و تا جایی که شده جلوی پیشرفت اعراب را گرفته‌اند، و پس از شکست هم تلاش در کنار گذاشتن ترتیبات پرداخت باج دادن را داشته‌اند.

## پیش‌زمینه

### وضعیت ساسانیان در قرن هفتم میلادی

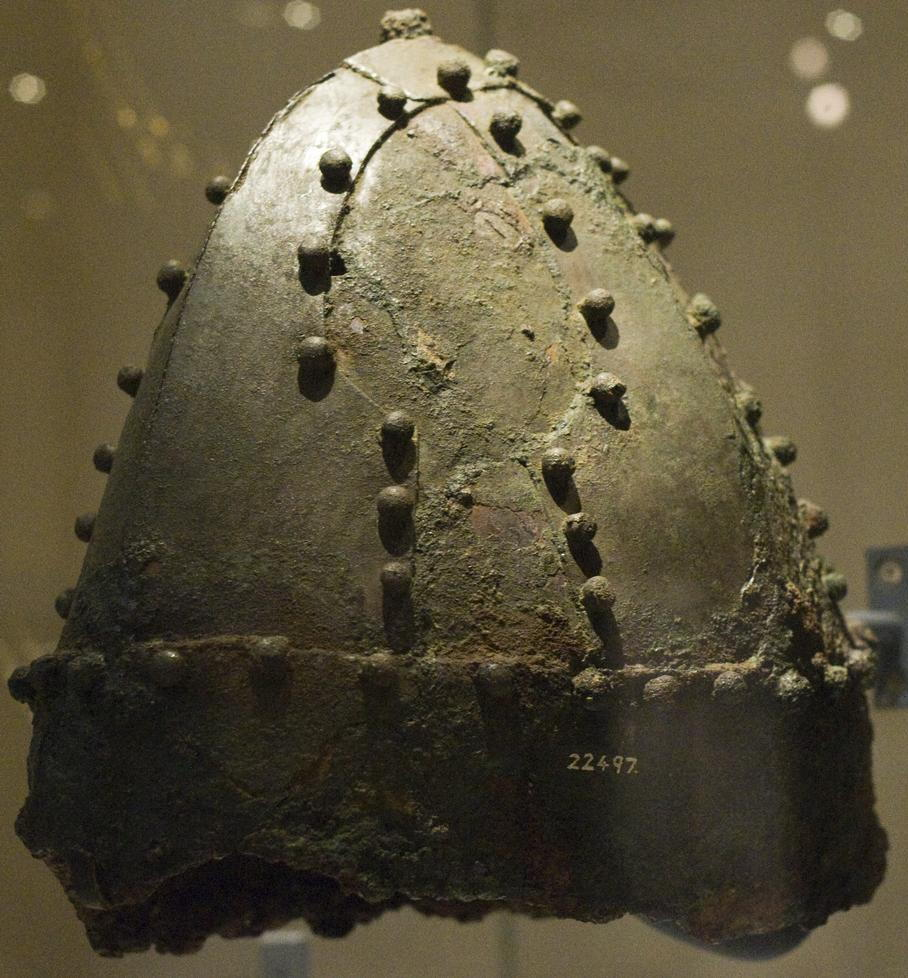
کلاه ارتش ساسانی

جنگ ۲۵ ساله ایران و روم که از ۶۰۲ تا ۶۲۸ به طول انجامید، زمینه‌ساز پیدایش خلافت اسلامی به عنوان یک امپراتوری جدید شد. این جنگ نظم سیاسی را که طی سه سده بر این منطقه حاکم بود، فروریخت و خلأ قدرتی را پدیدآورد، که در پی آن سپاهیان مسلمان عرب آن دو امپراتوری را شکست دادند و امپراتوری نوپدید خلافت را بنا نهادند. طی این جنگ، نخست خسروپرویز سرزمین‌های شام و مصر را تصرف کرد، ولی در پایان، ضدحمله هراکلیتوس منجر به شکست و عقب‌نشینی ساسانیان شد. در پی آن، خسروپرویز به قتل رسید و دوره‌ای چندساله از هرج و مرج سیاسی دربار ساسانیان را فراگرفت. نهایتاً، یزدگرد سوم بر تخت نشست. هرچند، سپاه امپراتوری ساسانی، در جنگ آسیب چندانی ندیده بود و همچنین موانع طبیعی شامل رودخانه‌های فرات و دجله و نیز کوه‌های زاگرس از سرزمین ایران در برابر مهاجمان دفاع می‌کرد، اما، امپراتوری ساسانی به علت اختلافات سیاسی داخلی بیش از آن ضعیف شده بود که بتواند در برابر حمله سپاهیان مصمم مسلمان مقاومت کند. به نوشته هاوارد و جانسون ساسانیان به علت زوال اقتصادی، مالیات‌های سنگین برای تأمین مالی لشگرکشی‌های خسروپرویز و قدرت‌گیری شاهان محلی در برابر پادشاه بیشتر تضعیف شدند.
دگرگونی آب‌وهوایی در سده ششم میلادی و پیدایش عصر یخ‌بندان کوچک، موجب بهینه شدن چرخه زادوولد موش‌ها و پیدایش و گسترش پاندمیک طاعون خیارکی شد که در تاریخ از آن به نام طاعون یوستینیانوس (۴۵۱ – ۵۴۴ میلادی) یاد شده است. این نخستین شیوع پاندمیک بیماری طاعون است که در تاریخ نگاشته شده است. طاعون یوستینیانوس هر ۹ تا ۱۲ سال بروز می‌کرد و تا فروپاشی امویان به درازا کشید. دست‌کم از دو اپیدمی مشخص بیماری طاعون در زمان جانشینان خسروپرویز آگاه هستیم. نخستین آنها طاعون شیرویه است که نام خود را از قباد دوم گرفته است. این طاعون در ۶۲۷ – ۶۲۸ میلادی در تیسفون رخ داد و شیرویه به گمانی در اثر این بیماری در ۶۲۹ میلادی درگذشت. سیوطی نیز از واگیر طاعون یزدگردی، در بین سال‌های ۶۳۴ – ۶۴۲ میلادی گزارش می‌دهد، یعنی زمانی که مهم‌ترین نبردهای دولت ساسانی با سپاه تازیان در قادسیه (۶۳۶ میلادی)، جلولا (۶۳۷ میلادی) و نهاوند (۶۴۲ میلادی) رخ داد.
لخمیان یکی از قبایل عرب با اصالت یمنی بود که در قرن‌های اول و دوم پیش از هجرت به شمال جزیره العرب، فلسطین، سوریه و عراق مهاجرت کردند. در طی سده‌های چهارم تا ششم میلادی، عمرو قیس اولین رهبر حکومت مستقل لخمیان در حیره هم‌زمان با کشمکش جنگ داخلی ساسانیان تا مرز بحرین سپس تا فارس به ایران حمله کردند و در سال ۳۲۵ میلادی شاپور دوم ساسانی برای گوشمالی ایشان به حیره تاخت. از آن پس لخمیان حکومتی پیرو ساسانیان داشت تا دیواری برابر تاخت‌وتاز اعراب باشد حتی زمانی که ساسانیان پسر عمرو را به حکمرانی آن منطقه گماشتند. در برابر ایشان غسانیان بودند که از روم پیروی می‌کردند. لخمیان در ابتدا مسیحی بودند اما بعداً مسلمان شدند. در پایان سده ششم میلادی امپراتوری‌های ساسانی و بیزانس به این نتیجه رسیدند که دولت‌های عربی لخمیان و غسانیان وابسته به ایران و روم، به عنوان نیروهایی مسلط در برابر حکومت‌های عربی منطقه ارزشی ندارد. هرچند این دولت‌ها از بین رفتند، اما سبب شدند قبایل عرب عراق و شام کارآزموده‌تر، سازمان‌یافته‌تر و ثروتمندتر شوند. برخی می‌گویند اگر این دولت‌ها، در سده هفتم همچنان پابرجا بود، می‌توانست به عنوان مانعی در برابر حمله سپاه مسلمانان عمل کند. سید حسن تقی‌زاده یک اشتباه خسروپرویز را برانداختن لخمیان می‌داند. حذف این حائل بین قلمرو ساسانی و اعراب بادیه، برخلاف سیاست دیرینه و مستمر قبلی، عاقبت در انقراض دولت ساسانی، بی‌تأثیر نبود. به‌خصوص شکست سپاه ایران در جنگ ذوقار در نزدیکی پایتخت، از یک قبیلهٔ عربی، چنان انعکاس عظیمی در تمام عربستان پیدا کرد که در عرض و طول شبه جزیره، نقل مجالس و موضوع حماسه‌ها و افتخارات عرب شد و یوم ذی قار از بزرگ‌ترین حوادث ایام عرب شد و هیجان ناشی از این پیروزی، موجب تجری و تشویق اعراب ضد ایران شد. به نوشته پورداوود برکنار شدن خاندان باستانی بنی‌لخم دوستی دیرین مردم آن سرزمین را به دشمنی تبدیل کرد، این است که با درآمدن عرب به حیره هیچ‌گونه پایداری از آنان دیده نشد و بی‌چون و چرا خود را به عرب‌ها سپردند. اگر باز خاندان بنی‌لخم سرکار بود و به آن دوستی دیرین، گزندی نرسیده بود به این آسانی دشمن در آنجا رخنه نمی‌کرد و به تیسفون راه نمی‌یافت.
ضعف امپراتوری ساسانی درست پس از قتل خسروپرویز در سال ۶۲۸ آغاز شد. به دلیل وضعیت نابسامان دربار و همچنین ضعف فوق‌العاده ارتش و همین‌طور نبود شخصیتی که بتواند در حد و اندازه‌های انوشیروان و شاپور یکم عمل کند، اوضاع ایران بسیار آشفته شده بود.
ضعف و ناتوانی ساسانیان به حدی رسیده بود که در ظرف ۴ سال از قتل خسرو پرویز تا به تخت نشستن یزدگرد سوم، ۱۲ پادشاه به روی کار آمدند و کنار رفتند، که وضعیت ناگوار این سلسله را در سال‌های آخر خود اثبات می‌کند. در زمانی که سپاه خلافت راشدین حمله‌های خود را به سرزمین ایران را آغاز کرده‌بودند، مرزبان‌های خراسان فعالیتی مستقل از دربار تیسفون داشتند. اسامی که از فرمانروایان محلی قسمت‌های شرقی ایران در آن دوره به جا مانده است، از تبدیل حکومت ساسانی به جامعه‌ای اشرافی و زمیندار خبر می‌دهد و همچنین درگیری‌های شاهنشاهی ایران ساسانی با بیزانس و قدرت غرب که طی سالیان طولانی موجب فرسایش دولت ایران شده‌بود.

### ظهور اسلام و تشکیل دولت اسلامی در عربستان

دوران خلفا
گسترش قلمرو اسلام در زمان محمد، ۶۲۲–۶۳۲
گسترش قلمرو اسلام در زمان خلفای راشدین، ۶۳۲–۶۶۱
گسترش قلمرو اسلام در زمان خلفای اموی، ۶۶۱–۷۵۰

محمد (زادهٔ ۵۷۰ – درگذشتهٔ ۶۳۲ میلادی) پیامبر اسلام از حدود سال ۶۱۰ میلادی دعوت مردم مکه به اسلام را آغاز کرد و سپس در سال ۶۲۲ به مدینه هجرت کرد و دولت نوینی را در آنجا تأسیس کرد. وی موافقت‌نامه‌ای معروف به «میثاق مدینه» را منعقد کرد که «فرمی از اتحاد یا فدراسیون» (امت) را میان ۸ قبیله مدینه و مهاجران مسلمان از مکه برقرار می‌کند که در آن حقوق و وظیفه‌های هر شهروند و چگونگی رابطه‌های میان گروه‌های گوناگون (دربردارندهٔ گروه مسلمانان و دیگر گروه‌ها به ویژه یهودیان و دیگر اهل کتاب) مشخص شده بود. این پیمان مفهوم ساختار اجتماعی امت را به عنوان اجتماعی یکسان از مؤمنان تعریف می‌کند که دربردارندهٔ یهودیان نیز می‌شد؛ اما غیر یکتاپرستان مدینه را در برنمی گرفت.
مسلمانان درگیر جنگ با سایر قبایل عرب به‌خصوص قبایل مکه شدند. این جنگ با انعقاد صلح حدیبیه در سال ۶۲۸ متوقف شد و طبق این قرارداد مکه، جامعه مسلمانان مدینه را از نظر سیاسی و مذهبی به رسمیت می‌شناخت. مطابق با منابع تاریخ‌نگاری مسلمانان پس از انعقاد این صلح، محمد از سال ۶ و ۷ هجری نامه‌هایی را برای سران حکومت‌های همسایه شامل هراکلیتوس، امپراتور بیزانس، نجاشی شاه حبشه، خسرو پرویز شاهنشاه ساسانی و چند تن دیگر فرستاد و آن‌ها را دعوت به دین اسلام کرد. اما همگی این دعوت را رد کردند. به نوشته تاریخ طبری متن نامه بدین شرح است:
بنام خداوند بخشنده مهربان.
از محمد، فرستاده خدا، به خسروی بزرگ ایران. درود بر آن کسی که حقیقت را بجوید و هدایت را پیرو باشد و به خداوند و رسولش ایمان آورد و گواهی دهد که جز الله معبودی نیست و شریک ندارد و یگانه است، و گواهی دهد که محمّد بنده و فرستاده اوست. من تو را به سوی خدا می‌خوانم. فرستاده خدا برای همگان هستم تا آنان را بیم دهم و حجت را بر کافران تمام کنم. اسلام بیاور تا در امان باشی و اگر از اسلام روی‌گردان شوی، گناه مردم مجوس برگردن تو است.
طبق گزارش تاریخ نگاران مسلمان این نامه را عبدالله بن خدافه سهمی قریشی برای خسرو پرویز فرستاد و خسرو پرویز آن را پاره کرد. خسرو به باذان، حاکم ایرانی یمن، دستور داد که دو نفر از سرداران خود را نزد محمد فرستاده و از وی بخواهد که از دعوت خویش منصرف شود. اما محمد به هر یک از آن دو مأمور هدیه‌ای بخشید و خبر کشته شدن خسروپرویز و به تخت نشستن شیرویه را به آنان داد و گفت به باذان بگویید که به دین اسلام درآید تا او را بر قلمرو حکومتش ابقا کنم. پس از بازگشت مأموران، باذان منتظر نامه شیرویه ماند و چندی بعد که صدق خبر برایش مسلم شد، مسلمان شد. باذان از آن پس از دربار ساسانی قطع علاقه کرد و خبر مسلمان شدنش را به مدینه نوشت و به فرمان محمد به حکومت یمن ابقا شد.
پس از نقض صلح حدیبیه توسط مکیان، محمد در سال ۶۳۰ مکه را فتح کرد سپس به تدریج و به‌خصوص پس از فتح مکه از طریق جنگ و عمدتاً معاهده حجاز و مناطق شرقی و جنوبی شبه جزیره عربستان را فتح کرد و بیشتر مردم شبه جزیره عربستان به اسلام گرویدند و امت اسلام به کل این سرزمین گسترش یافت و با امپراتوری ساسانی هم‌مرز شد. از سوی دیگر، از سال پنجم هجری، محمد لشکرکشی به سمت شام را آغاز کرد. نخستین هدف دومة الجندل در میانه راه مدینه و دمشق بود. در سال نهم هجری، وی خالد بن ولید را با سپاهی به آن سو فرستاد که دومةالجندل و تبوک را فتح کرد.
با درگذشت محمد در سال ۶۳۲، اختلافات راجع به جانشینی او درگرفت و نهایتاً ابوبکر به عنوان جانشین وی و اولین خلیفه پیامبر انتخاب شد. فوری‌ترین کار ابوبکر رسیدگی به شورش‌های قبایل عرب در جنگ‌هایی که مورخان مسلمان بعدی نام «جنگ‌های ارتداد» بر آن نهادند، بود. کار فوری دیگر لشکرکشی به سمت امپراتوری روم شرقی (بیزانس) به دلیل شکست پیشین مسلمانان بود.

## حملات عرب‌های اسلام‌گرا و انگیزه‌های آن‌ها

### انگیزه‌ها
در مورد انگیزه و نقطه شروع حملات اعراب به ایران مورخان دلایل متعددی را ذکر کرده‌اند.
- هورانی و روتون دورنمای کسب ثروت و زمین را یک انگیزه و اعتقادات مذهبی را نوع دیگری از انگیزه ذکر می‌کنند.[۱۴]
- عبدالحسین زرین‌کوب با بیان گرسنگی و فقر اعراب، روایتی نقل می‌کند که در آن محمد قول «گنج خسروان و قیصران» را به اعراب داده بود.[۱۷]
- به گفته همایون کاتوزیان نقطه شروع جنگ اعراب و ایران، قیام اعراب به اسلام گرویدهٔ بین‌النهرین تحتِ کنترل ساسانیان بود که می‌خواستند خود را از سلطه ساسانیان خارج کنند. سرکوب این قیام توسط ساسانیان باعث گسترده شدن نزاع و ورود تمامی توانایی نظامی مسلمانان شد. کاتوزیان همچنین نقش ایدئولوژی اسلامی را در انرژی بخشی به اعراب و همچنین ایرانیان شکست خورده متمایل پررنگ می‌کند.[۱۶]
- توماس نوبل معتقد است که از آنجایی که یورش و غارت در میان اعراب مرسوم بود، پس از اینکه اسلام خشونت را میان مسلمانان ممنوع کرده بود، اعراب به روزنه جدیدی برای بروز این خشونت سنتی نیاز داشتند و این دلیل نظامی گری آنهاست.[۵۳]
- زرین‌کوب معتقد است که ارسال اعراب به سرزمین‌های خارج از عربستان باعث محدود شدن نزاع‌های داخلی در درون جامعه اعراب می‌شد.[۱۸]
- برخی مورخان ظهور و گسترش اسلام را اجزای یک فرایند دیده که خود ناشی از تغییرات آب و هوایی و افول منابع آب در عربستان است. دیدگاهی که ویلیام مونتگمری وات معتقد است شواهد کافی برای آن وجود ندارد.[۵۴][۵۵]
- به گفته دوکر و سپیلوگل فرضیه دیگر این است که طبقه حاکم مکه می‌خواستند که شبکه تجاری خود را گسترش بدهند.[۵۵]
- به گفته پیتر ویلیام آوری هدف اولیه مسلمانان برقراری امنیت در مسیرهای تجاری و ارتباطی در عربستان بود. در حین انجام این کار، جنگ بر سر منابع آب، چراگاه‌ها و شترها به جنگی بین‌المللی گسترش پیدا کرد. ویلیام آوری همچنین ماهیت حمله به ایران را پان‌عربیسم می‌داند.[۱۹]
- ریچارد فرای معتقد است که انگیزه اولیه حمله اعراب به عراق فتح یا حکومت کردن نبوده بلکه کسب غنایم بوده است، و انگیزه گسترش دین اسلام در مقاطع بعدی ظاهر می‌شود. چشم‌انداز کسب غنایم باعث شد که برخی از اعراب عراق و عربستان به مسلمانان بپیوندند.[۶]

## از اشغال حیره تا فروپاشی ساسانیان

### نخستین حمله به عراق و اشغال کردن حیره (۶۳۳)

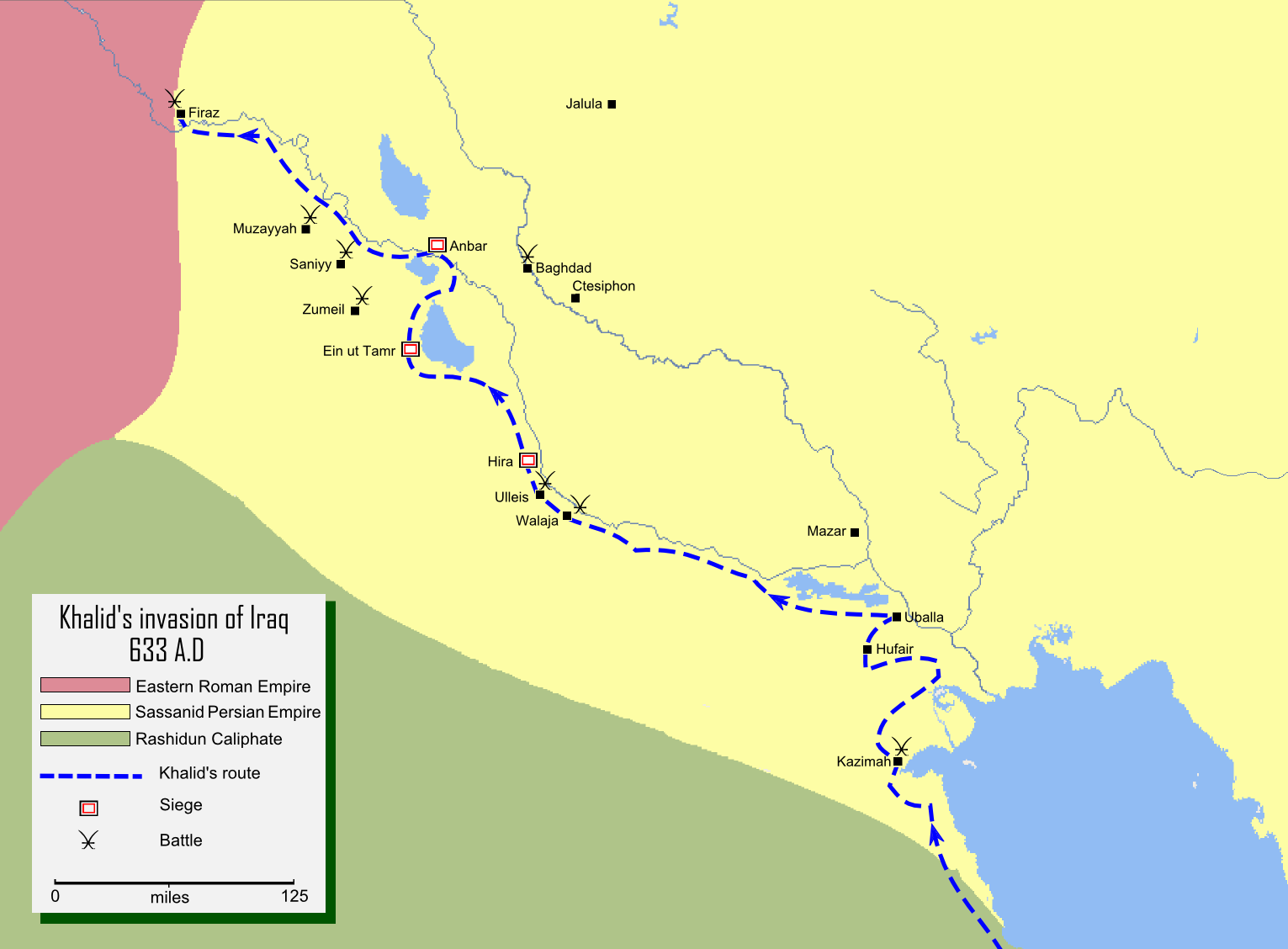
نقشه جزئیات مسیر فتوحات خالد بن ولید در بین‌النهرین.

در روزهای پس از پیروزی ابوبکر، اولین خلیفه از خلفای راشدین، در جنگ‌های رده، مثنی بن حارث شیبانی از مدینه بازدید کرد، او یکی از رهبران عرب‌ها بود که با ایرانیان (ساسانیان) در عراق به مبارزه می‌پرداخت. وی از ابوبکر پشتیبانی طلبید. ابوبکر به او جواب مثبت داد و به کمکش شتافت و خالد بن ولید را برای اولین حملهٔ نظامی اسلامی به خارج شبه جزیرهٔ عربستان فرستاد. خالد بن ولید از یمامه با دوهزار مسلمان خارج شد که هشت هزار مسلمان دیگر در ربیعه، سوریه و مضربه به او اضافه شد. در محرم سال ۱۲ه‍.ق مقارن با ۶۳۳ میلادی خالد بن ولید به سوی عراق روانه شد، هنگامی که به عراق رسید جنگ بین قبیله‌های عرب با ایرانیان شدت گرفت. در این میان تعدادی از عرب‌های عراق از جمله مثنی بن حارث به ارتش مسلمانان پیوستند. چون این اخبار به «هرمز» مرزبانِ ایرانی آن ناحیه رسید، وقایع را به دربار اطلاع داده، در مقابل دشمن شتافت. در حفیر که یکی از مناطق مهم سرحدی ایران نزدیک خلیج فارس بود، جنگی واقع شد که معروف به نبرد زنجیر است. «هرمز» در مبارزه با خالد پسر ولید کشته شد و بر لشکر او شکست وارد آمد.
سپس نبرد رودخانه یا نبرد مذار بین سپاه اعراب به فرماندهی خالد بن ولید و سپاه امپراتور ساسانی و به فرماندهی کارن پسر قریانس، در محلی به نام مذار در نزدیکی تلاقی دو رود دجله و فرات رخ داده است که در واقع کرسی ولایت میسان به‌شمار می‌آمد و در محل کوةالعمارهٔ امروز واقع بود. ایرانیان در این جنگ شکست خوردند. خالد از مذار به جانب استان کسکر رفت و در محلی بنام ولجه که در نزدیکی واسط بود با دسته‌ای از سپاهیان ایران به فرماندهیاندرزگر برخورد. در نبرد ولجه علاوه بر لشکریان ایران عده‌ای از اعراب بکر بن وائل که در بحرین نیز با مسلمین جنگیده بودند، به‌خصوص از بنی عجل که دین نصاری داشتند، با خالد به جنگ برخاستند. نهایتاً ایرانیان با تلفات زیاد شکست خوردند.
پس از آن در الیس واقع در ساحل رود فرات، نبرد الیس رخ داد. چون فتح نصیب خالد شد، خالد متوجه حیره گشت. مرزبان آن حدود، آزادبه بدون اینکه اقدام به جنگ کند، در مقابل لشکر مسلمانان فرار اختیار کرد و پیروزی از آن لشکر خالد شد. در نبرد انبار نیز شیرزاد فرماندهٔ ایرانی شهر مجبور به صلح شد.

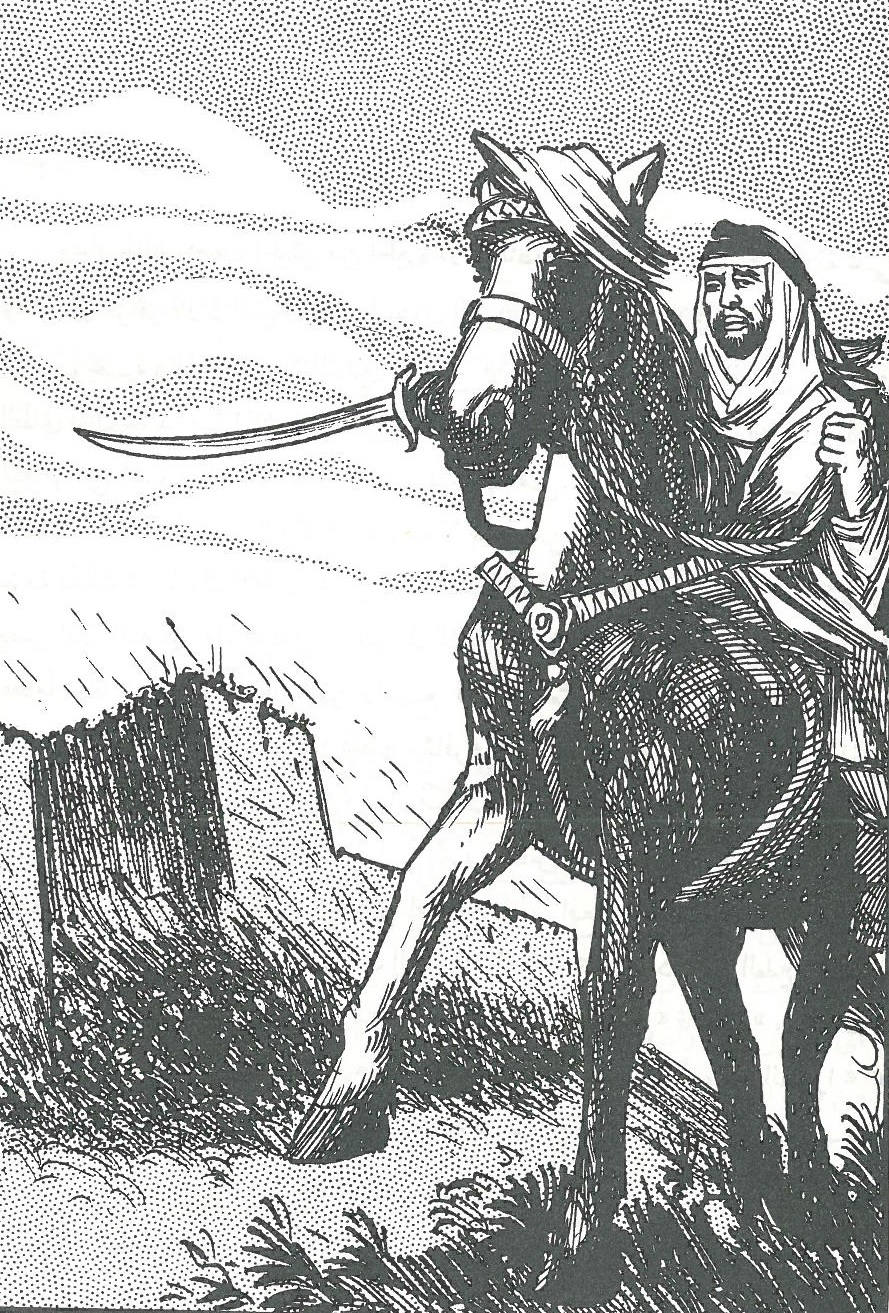
تصویر تخیلی از خالد بن ولید، فرمانده اعراب، حین محاصره در نبرد انبار.

سال بعد در سال ۶۳۴ میلادی، ابوبکر، خالد را با نصف لشکرش مأمور شام ساخت و نصف دیگر لشکر در عراق تحت فرماندهی مثنی بن حارث شیبانی باقی‌ماند. ابوبکر هم در همین سال فوت کرد و عمر برجایش نشست. عمر مجدداً المثنی بن حارثه الشیبانی را که موقع بیماری ابوبکر به مدینه آمده بود، با ابوعبید مسعود ثقفی و گروهی دیگر به عراق باز فرستاد. المثنی به حیره آمد و پس از یک ماه ابوعبید مسعود ثقفی نیز به او پیوست.
به نوشته زرین کوب در آن زمان، اندیشهٔ فتح ایران و جنگ منظم با دولت ساسانی، بی‌شک به خاطر خلیفه نمی‌گذشت؛ لیکن این امر، نتیجه‌ای بود که رفته رفته، از پیشرفت اعراب در حدود فرات و عراق به حصول پیوست.
اعراب اکثریت مسیحی درون شهر حیره در مقابل مسلمانان مقاومت کردند که به عقیده فرای دفاع از خود بوده و نه طرفداری آن‌ها از ساسانیان. در زمان خلافت عمر ایرانیان لشکری فراهم کرده و در جنگ پل مسلمانان را به سختی شکست داده و در سال بعد حیره را مجدداً بازپس گرفتند.

### جنگ قادسیه (۶۳۶)

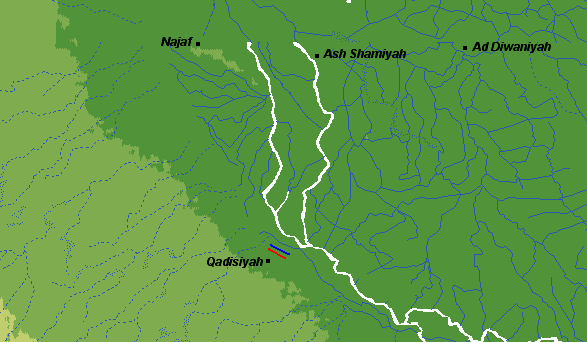
محل نبرد قادسیه. ارتش مسلمان (رنگ قرمز) و ارتش ساسانی (رنگ آبی).

عمر نیروی جدیدی برای یورش به عراق اعزام کرد که منجر به بازپس گرفتن حیره شد.
ساسانیان که نسبت به خطر اعراب آگاهی پیدا کرده بودند لشکر سلطنتی را تحت فرماندهی رستم فرخ‌زاد به نبرد با اعراب فرستادند (نبرد قادسیه). تخمین میزان لشکریان دو گروه آسان نیست. به‌گفتهٔ ریچارد فرای احتمالاً ایرانیان از اعراب بیشتر بودند اما نه در آن حدی که منابع می‌نویسند. در این جنگ اعراب پیروز شده و رستم فرخ‌زاد کشته شد. چندین هزار نفر از ایرانیان در جنگ علیه ساسانیان همراه اعراب بودند.

### اشغال عراق (۶۳۶–۶۳۸)
پس از نبرد قادسیه که نواحی جنوبی بین‌النهرین را در اختیار اعراب قرار می‌داد، تیسفون (مداین)، پایتخت ساسانیان، پس از یک محاصره کوتاه تسخیر و غارت شد و یزدگرد سوم به شمال شرق ایران فرار کرد. مقاومت‌های محلی در عراق کم و کوتاه مدت بود. بسیاری از اعراب از شبه جزیره عربستان به مناطق حاصلخیز عراق مهاجرت کردند. در بسیاری از موارد مالیاتی که اعراب وضع می‌کردند از مالیات دوره ساسانی کمتر بود.

### اشغال خوزستان (۶۳۸–۶۴۱)

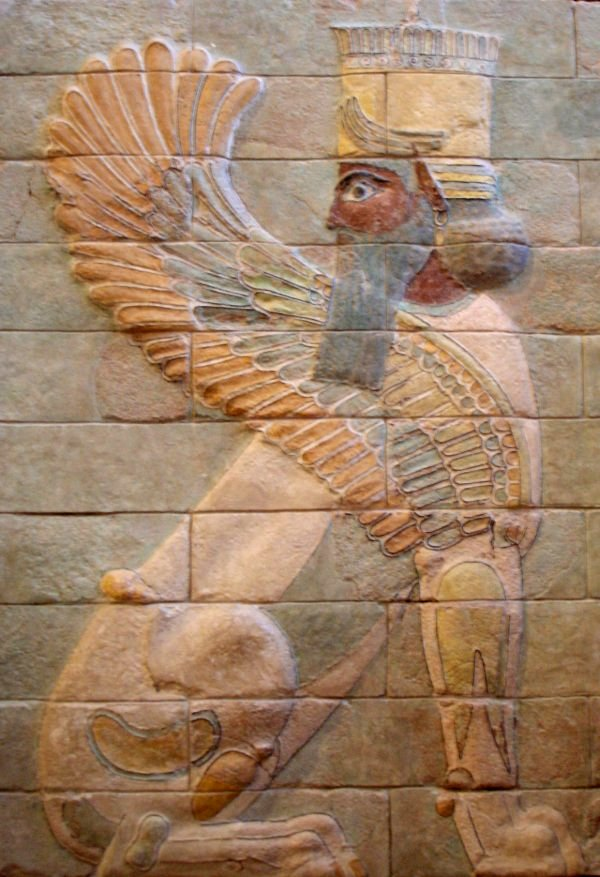
ابوالهول بالدار از کاخ داریوش کبیر در شوش، فتح شده توسط ابوموسی اشعری در سال ۶۴۱.

اعراب سپس به آرامی خوزستان را فتح کردند، که مقاومت محلی بیشتری از خود در مقایسه با نواحی دیگر بین‌النهرین نشان داد. خوزستان در سال ۶۴۲ سقوط کرد.

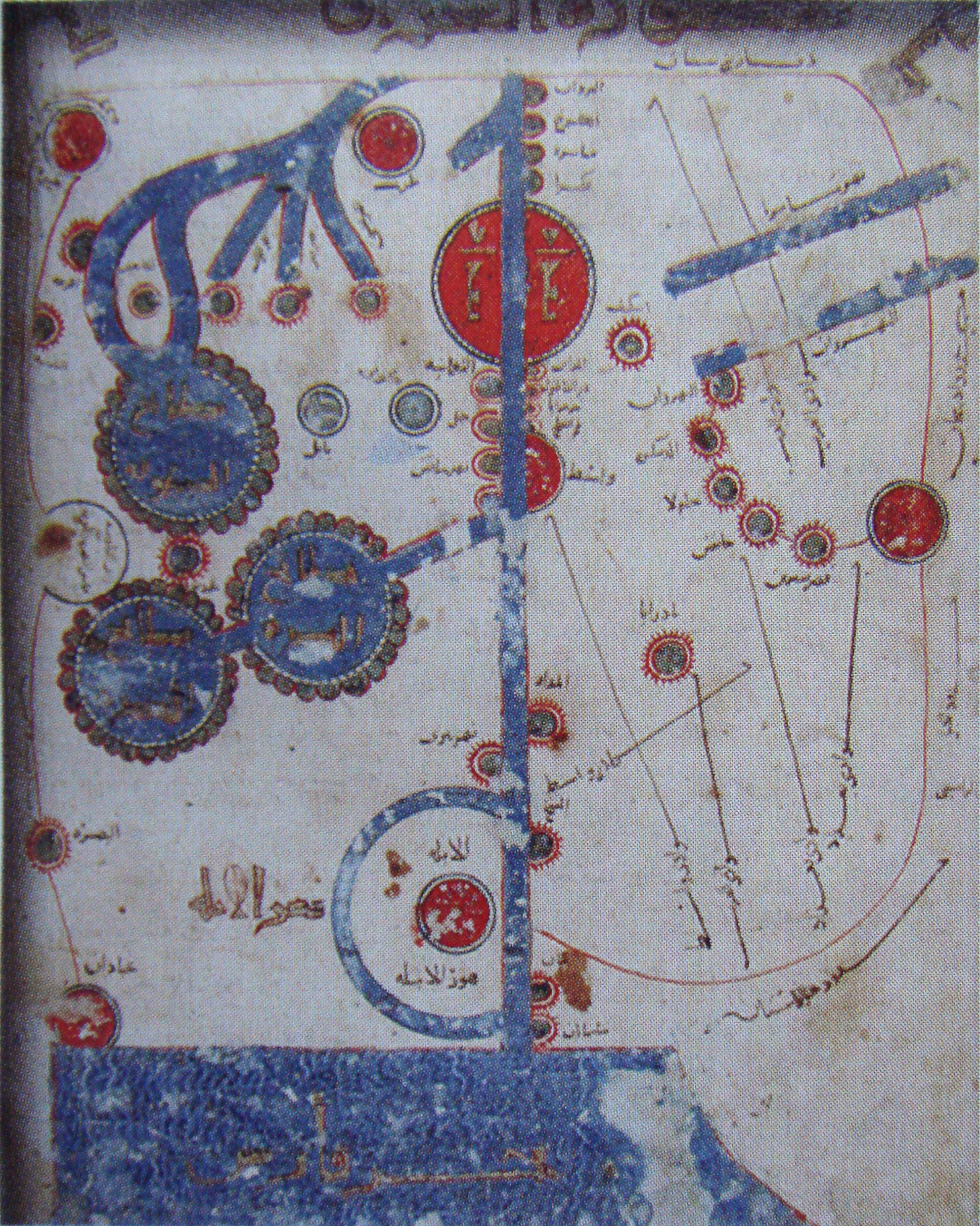
نقشه سرزمین اهواز آنگونه که مسلمانان آن زمان به حساب می‌آورند، از کتاب «مسالک الممالک» به نوشته اصطخری.

### جنگ نهاوند (۶۴۲)
به گفته التون دانیل، عمر علاقه‌ای به اینکه جنگ را به فلات ایران گسترش بدهد نداشت. به‌گفتهٔ عبدالحسین زرین‌کوب فتح ایران و دنبال کردن یزدگرد گزینه‌ای اجتناب ناپذیر برای اعراب بود زیرا ترس از این می‌رفت که یزدگرد یا یکی از مدعیان سلطنت او لشکری تازه‌نفس آماده کرده و عراق را باز پس بگیرد. التون دنیل اضافه می‌کند که برخی از رهبران محلی ساسانی ارتش عمر را اذیت می‌کردند و به‌علاوه برخی از لشکریان عمر به‌دنبال کسب غنایم بیشتر بودند.
در سال ۶۴۲ آخرین مقاومت منسجمِ ایرانِ ساسانی در نهاوند رخ داد که پس از نبردی خونین اعراب پیروز شدند و ولایت ماد (یا عراق عجم) سقوط کرد. یزدگرد به پارس بازپس نشست. پس از نبرد نهاوند، حکومت مرکزی ساسانی قابلیت مقاومت در مقابل اعراب را نداشت، اگر چه یزدگرد هنوز در تلاش برای جمع‌آوری سپاه بود. از طرف دیگر با ورود اعراب به ایران، ایرانیان زیادی به لشکر آن‌ها می‌پیوستند.

### اشغال فلات ایران

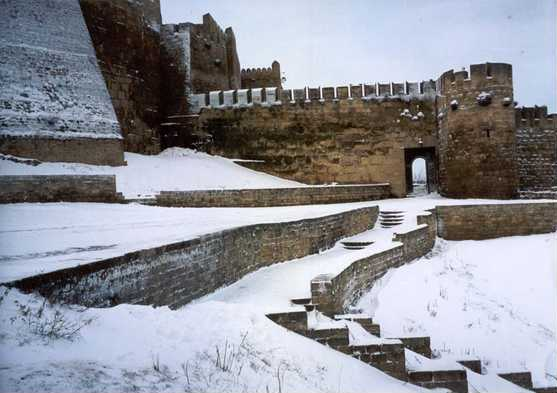
قلعه ساسانی در دربند (روسیه). در سال ۶۴۳ در حمله اعراب سقوط کرد.

با کشته شدنِ عمر به دست یکی از اسیران به بردگی گرفته‌شدهٔ ایرانی به نام پیروز، وقفه‌ای چندساله در فتوحات اعراب پدید آمد. سرانجام پارس به سال ۶۵۰ میلادی گشوده شد. یزدگرد که نتوانسته بود کاری از پیش برد به ولایت شرقی‌تر خراسان گریخت. مرزبان مرو حضور یزدگرد را گرامی نداشت و در صدد جانش برآمد. یزدگرد متواری شد. عاقبت، چنان‌که در تاریخ معروف است پادشاه درماندهٔ ساسانی، به‌نشناس، بر دست آسیابانی در مرو کشته شد؛ به سال ۶۵۱ میلادی. کشته شدن یزدگرد به معنی سقوط کامل ساسانیان بود.
فتوحات اعراب به سمت شرق ادامه یافت. ولایت‌های شرقی ایران شامل سیستان و خراسان هم سقوط کردند. با این حال نواحی غربی طبرستان تا یکی دو سده و نیز کل ولایت گیلان تحت سلطه اعراب در نیامد و افرادی از اشراف ایران در آنجا حکومت می‌کردند. باقی‌ماندهٔ خاندان یزدگرد به چین گریختند. امپراتور چین گائوژونگ ایشان را گرامی داشت و دولت در تبعید را به رسمیت شناخت. کوشش‌های پسران یزدگرد در بازپس‌گیری ملکِ پدری راه به جایی نبرد. جملگی در چین ماندگار شدند، آتشکده‌ها برآوردند و عاقبت در غربت بمردند. گورهای شماری از ایشان و دیگر ایرانیانی که مهاجرت کرده بودند امروز در چین باقی‌است.
در زمان امویان اعراب از آمودریا فراتر رفته و وارد کوه‌های افغانستان شدند.

### حمله به مناطق دیگر ایران

#### حمله به طبرستان
در واپسین سال‌های شاهنشاهی خسرو یزدگرد سوم، دودمان گاوبارگان که نسب شان را به جاماست بیست و یکمین شاه ساسانی برادر قباد یکم و حاکم ارمنستان می‌رساندند، ابتدا بر گیلان و دیلمان و سپس بر طبرستان تسلط یافتند. این دودمان با تأیید یزدگرد سوم بر طبرستان به پایتختی ساری حاکم بودند. اسپهبد فرخان بزرگ فرزند دابویه از این خاندان به طبرستان آمد و بنیاد شهر ساری را نهاده و ساری را تختگاه خود نمود و طبرستان را از یورش ترکان از سوی شرق و تهاجم دیلمیان از سوی غرب مستحکم نموده و و قلمرو خود را تا نیشابور در خراسان گسترش داد و در ساری سکه‌هایی بنام طبرستان و به رسم شاهان ساسانی و به خط پهلوی ضرب می‌نمود. پادوسبانیان شاخه دیگر گاوبارگان در رویان که کرسی کوهستانی طبرستان بوده، حاکم بودند. اگرچه فرخان و جانشینانش ادعای مالکیت خود بر گیلان و دیلمان را حفظ کردند، اما آن ولایات عملاً تحت فرمان فرماندهان و شاهان مستقل بودند. نواحی کوهستان طبرستان به‌طور مؤثر تحت حاکمیت دو دودمان باوندیان و آل قارن بوده که سروری و مهتری دابویگان را به رسمیت می‌شناختند. درواقع کنترل دابویگان بر رویان و زمین‌های جلگه ای (پست) طبرستان تا تمیشه احاطه داشته و گرگان توسط مرزبان اداره می‌شده است. پس از فروپاشی لشکرساسانی، یزدگرد سوم که جز عنوان شاهنشاهی نداشت، باز هم رو به هزیمت نهاد. اسپهبد طبرستان او را به پناه خود خواند و اگر این دعوت را می‌پذیرفت شاید می‌توانست در پناه جبال عظیم طبرستان قدرت خود را نگاه دارد. چنانچه سپاهبدان بیش از یک قرن استقلال خود در برابر حملات مسلمانان را حفظ کردند و آخرین قسمتی از کشور ایران بود که به کیش مسلمانی درآمد و حکمرانان آنجا معروف به اسپهبدان طبرستان بیش از یک قرن پس از فتوحات عرب در سرزمین‌های خود مستقل باقی ماندند و تا نیمه دوم قرن دوم هجری هنوز روی سکه‌هایی که در آن منطقه ضرب می‌شد خط پهلوی نقش بود و مردم جنگل‌ها و بیشه‌های پهناور آن ناحیه بر دین زرتشت بودند.

## مقاومت‌های ایرانیان از دوره عمر تا علی
به نوشته رابینسون چیز در ویراست جدید «تاریخ اسلام کمبریج» «توصیفات مدرن از خشونت‌های نظام‌مند دوران فتوحات علیه غیرمسلمانان و نیز آزار پس از فتح تا پیش از خلافت مروانیان معمولاً چیزی جز جدلیات تحریف شده ضعیف نیست.»
∗

### خلافتعثمان بن عفان
پس‌از آن که عثمان بن عفان (۶۴۴–۶۵۶ میلادی) جانشین عُمر شد، تقریباً در سراسر ایران قیام‌ها شکل‌گرفت و او مجبور به چندین‌بار لشکرکشی مجدد برای سرکوب شورش‌ها، و تصرف مجدد این مناطق شد. در سال سی‌ام هجرت به خلیفه سوم عثمان خبر رسید که مردم خراسان به آئین پیشین برگشته‌اند. عثمان، سعید بن عاص بن امیه را با سپاه مدینه به خراسان فرستاد و به عبدالله بن عامر بن کریز والی بصره نامه نوشت که با سپاه بصره به خراسان برود. عثمان در نامه خود به این دو وعده داده بود هر یک از اینها پیروزی یابد، بر خراسان فرمانروا شود. عبدالله پیش از سعید به خراسان رفت و نیشابور را گرفت. سعید از کوفه بیرون آمد و به گرگان لشکر کشید. مردم گرگان محاصره شدند و با او صلح کردند. دویست هزار درم از آنها گرفت و آنها را به مسلمانی آورد. طبرستان به دست سعید بن عاص، سرکرده سپاه اعراب، در سال۳۰ هجری فتح شد. پیش از آن، مردم طبرستان با سوید بن مقرن در زمان عمر به پرداخت خراج مصالحه کرده بودند، ولی در زمان عثمان، سعید بن عاص به آن جا لشکر کشید. در منابع اهل سنت گزارش شده که حسن و حسین و ابن‌عباس از افراد سپاه سعید بن عاص بودند. البته این مطلب محل مناقشه بسیاری قرار گرفته است. از دیدگاه بعضی از اندیشمندان شیعه، به جهت اینکه در سلسله اسناد این گزارش‌های تاریخی، افرادی مجهول و غیرقابل وثوق قرار دارند و برخی اسناد نیز مخدوش یا مبهم هستند؛ صحت این اخبار را مورد تردید گفته‌اند. شورش‌های اصلی در فارس، آذربایجان، سیستان (در سال ۶۴۹ میلادی)، خراسان (۶۵۱م)، مکران (۶۵۰م) و ارمنستان اتفاق افتاد.

## وضعیت نظامی

### ساسانیان
تهاجمات پی‌درپی اعراب به ایران هنگامی رخ‌داد که دولت ساسانی در ضعیف‌ترین وضع خود بوده و غرق در آشفتگی‌ها و درگیری‌های داخلی میان اشراف و خاندان‌های‌بزرگ به‌سر می‌برد. در میان فرماندهان و سپاهیان نیز موارد متعددی از خیانت‌ها روی می‌داد. به عنوان نمونه هنگام حمله اعراب به شهر ری (در سال ۶۵۱ میلادی)، فرمانده ایرانی فرخزاد هرمز احتمالاً به سبب کینه شخصی از سپهبد سیاوخش (نوه بهرام چوبین) به اعراب پیوسته و آنان را در اشغال شهر کمک نمود.

### عرب‌ها
ابن ابی الحدید در شرح خطبه ۱۴۶ نهج البلاغه می‌نویسد که زمانی که عمر قصد داشت برای نبرد قادسیه یا نبرد نهاوند عازم جنگ با ایران شود، با بزرگان اصحاب به مشورت پرداخت. گروهی او را تشویق به شرکت در جنگ کردند، اما علی وی را بازداشت و توصیه کرد که شخصاً در جنگ حاضر نشود و علی به او می‌گوید که خداوند همیشه لشکر اسلام را یاری کرده، و عمر را به محور اصلی آسیاب و نخ و رشته‌ای که مهره‌ها را کنار هم نگه می‌دارد تشبیه می‌کند و به عمر توصیه می‌کند که شخصاً در جنگ حاضر نشود زیرا به گفته علی اگرچه لشکر عرب کم است اما به‌واسطه محور اصلی که عمر باشد زیاد است. علی به عمر می‌گوید که اگر عمر شخصاً به جنگ برود پیمان عرب از همه طرف خواهد شکست و حفظ مرزهای کنونی مهم‌تر از حمله به ایران خواهد شد، از این رو ایرانیان در آینده عمر را ریشه عرب خواهند دانست که اگر او را بکشند آسوده شوند و این موضوع باعث می‌شود که ایرانیان در جنگ با عمر و طمع از بین بردن او حریص‌تر و سرسخت‌تر شوند. علی دربارهٔ اینکه ایرانیان به جنگ با مسلمانان بیایند می‌افزاید که خدا بیشتر از عمر از آمدن آنان ناخشنود است و بر تغییر آنچه از آن ناخشنود است قادر است و دربارهٔ تعداد زیاد لشکر ایرانیان گفت که در زمان پیامبر اسلام با لشکر کم با کفار می‌جنگیدند و آنچه در آغاز خطبه گفته است را تکرار می‌کند که با یاری خدا با آن‌ها می‌جنگیدند. علی به عمر گفته بوده است که باید مرکز خلافت را حفظ کند تا اگر سپاه اسلام شکست خورد ایرانیان بدانند که این نیرو پشت دارد.

## دلایل سقوط ساسانیان
در طول یک دهه، مسلمانان موفق به گرفتن سرزمین‌های وسیعی از امپراطوری‌های ساسانی و روم شده بودند. آنچه بیش از همه چیز شگفتی محققان غربی هنگام مطالعه فتوحات را برمی‌انگیزد سرعت و موفقیت آن است؛ سنت اسلامی آن را نشانه‌ای از حقیقت ادعای اسلام و هدایت خدا تفسیر کرده‌اند. مورخان دلایل مختلفی را برای سقوط ساسانیان بیان کرده‌اند:
- به‌گفتهٔ مورونی دلایل سقوط عبارت بودند از نزاع مذهبی و جامعه طبقاتی، فقدان حمایت مردمی، نزاع میان اشراف، بی‌ثباتی سیاسی، و هزینه جنگ‌های اخیر طولانی و ناموفق با امپراتوری روم شرقی.[۱۵]
- به گفته هما کاتوزیان تاریخ ایرانیان به کرات نشان داده که هر زمانی که حکومت به دلیل عوامل داخلی یا خارجی تضعیف می‌شود جامعه - که معمولاً مخالف حکومت است - از سقوط حکومت حمایت کرده یا خنثی باقی می‌ماند.[۱۶] هما کاتوزیان همچنین معتقد است که ایرانیان خودشان با کمک اعراب فرمانروایان ظالم و ناتوان خود را به زیر کشیدند؛ ساسانیان در جنگ‌های قادسیه و نهروان خیلی ضعیف ظاهر شده و حتی سران نظامی و شهری یزدگرد هم او را تنها گذاشتند.[۸۵]
- هورانی و روتون از جمله دلایل ضعیف شدن ایران از اپیدمی طاعون[۱۴] و ریچارد فرای از آشفتگی مربوط به جانشینی تخت پادشاهی در ایران نیز نام می‌برند.[۶]
- آن لمبتون بخشی از دلیل سرعت فتوحات را به ایدئولوژی اسلام نسبت می‌دهد که توده مردم را از طبقه پایینی که در ساختار طبقاتی داشتند رها می‌کرد.[۸۶]
- به گفته عبدالحسین زرین‌کوب از جمله دیگر عوامل اختلافات میان طبقات جامعه و عدم هماهنگی میان آنها، باور ایرانیان به سرنوشت و پذیرش شکست، وجود پیروان فرقه‌های غیرارتدکس و مسیحیان که در دفاع از معابد آتش و خانواده ساسانی اخلال ایجاد می‌کردند، تنفر مردمی نسبت به طمع و فساد موبدان و دخالت‌های آن‌ها در سیاست، جنگ‌های بی‌هدف خسرو دوم و تضعیف اقتصادی و سیاسی دولت، و نهایتاً ورشکستگی سیاسی و روحانی طبقه حاکمه.[۱۷]
- سواتپلک سوکک با مقایسه سرعت فتح ایران و فتح دشوار و طولانی ماوراءالنهر، دلیل سریع‌تر بودن فتح ایران را تفاوت ساختار سیاسی آن‌ها می‌داند: در ایران تنها یک حکومت مرکزی واحد وجود داشت.[۸۷]
- در رابطه با چگونگی نفوذ اعراب به درون ایران تورج دریایی می‌نویسد که اصلاحات قباد یکم و خسرو یکم لشکر را به چهار بخش تقسیم کرده و هر کدام را در یک مرز از امپراتوری قرار می‌داد. به همین دلیل شکست هرکدام از لشکرها مرکز ایران را بدون دفاع می‌گذاشت.[۸۸]
- از طرف دیگر عباس میلانی تصویری پویا از ایران قبل از ورود اعراب ارائه می‌دهد که ویژگی اصلی آن‌ها پذیرا بودن فرهنگ‌های دیگر و اخذ و بومی‌سازی هر آنچه در آن فرهنگ‌ها مفید بوده است. میلانی شکست ایرانیان را به جنگ‌های طولانی خونین نسبت می‌دهد و معتقد است که پس از اتمام مقاومت نظامی، ایرانیان به مقاومت فرهنگی رو آوردند.[۸۹]
- دلایل حمله اعراب در بخش بالا پوشش داده شده است. یکی دیگر از دلایل مسلمانان نیز عزم و سازمان یافتگی، اثر مذهب بر روحیه آنها، توانایی استخدام و همکاری با نیروهای جدید در هنگام گسترش و تحرک بیشتر ذکر شده است.[۱۵]
- عبدالحسین زرین‌کوب بجز ذکر گرسنگی و فقر اعراب و نیرویی که به مهاجمان می‌داده می‌نویسد که برای مسلمانان کشته شدن در هنگام جنگ بسیار از نظر مذهبی باارزش بوده، چنانچه سربازان خود را کشته شده در راه گسترش اسلام می‌دیدند و بهشت را تضمین شده.[۱۷]
- دوکر و سپیلوگل از جمله عوامل دیگر موفقیت اعراب را اتحاد آن‌ها تحت حکمرانی جانشینان محمد می‌دانند که باعث شد انرژی‌ای که علیه هم استفاده می‌کردند را به صورت جهت دار علیه ساسانی و روم استفاده کنند.[۵۵]

## ایران تحت حاکمیت عرب‌ها

### حکومت
در زمان عمر و جانشینانش، فاتحان عرب تلاش کردند تا انسجام سیاسی و فرهنگی خود را با وجود جاذبه‌های تمدنی که فتح کرده بودند، حفظ کنند؛ لذا اعراب در ابتدا به جای‌اینکه در شهرها پراکنده شوند، در سکونتگاه‌های پادگانی مستقر شدند. دست‌کم در دوران خلفای راشدین و تا اوایل خلافت اموی، نظام اداری و دیوانی ساسانیان تا حد زیادی حفظ شد.

### دین
تحت حکومت اعراب، غیرمسلمانان مجبور به پرداخت مالیات جزیه بودند و در صورت عدم پرداخت با مرگ، بردگی یا زندانی شدن مواجه می‌شدند. کسانی که جزیه می‌پرداختند نیز مورد توهین و تحقیر قرار می‌گرفتند.زرتشتیانی که در جنگ‌ها به عنوان برده اسیر می‌شدند، در صورت گرویدن به اسلام از آزادی برخوردار می‌شدند. فاتحان عرب ضمن دادن آزادی انتخاب، امتیازاتی را برای کسانی که به اسلام گرویدند تعیین می‌کردند. اگر فتح آسان و سریع بود، گرویدن به اسلام بسیار بیشتر طول می‌کشید. اشغال خود به خود به تغییر دین منجر نشد، زیرا تغییر دین داوطلبانه بود - حدود دو قرن و نیم طول کشید تا همه سرزمین‌ها و مردمان ایرانی به دین اسلام تبدیل شوند. در واقع، در آغاز، اعراب ترجیح می‌دادند جزیه را جمع کنند. مالیاتی که توسط غیرمسلمانان پرداخت می‌شود، به جای گرفتن نوکیشان که از این مالیات معاف می‌شوند. اما با گذشت زمان، غیرمسلمانان شروع به درک و سنجش مزایای اقتصادی تغییر دین هم در اجتناب از جزیه و هم در حفاظت از اموال خود کردند.

## شیوه رفتار با مردمان محلی

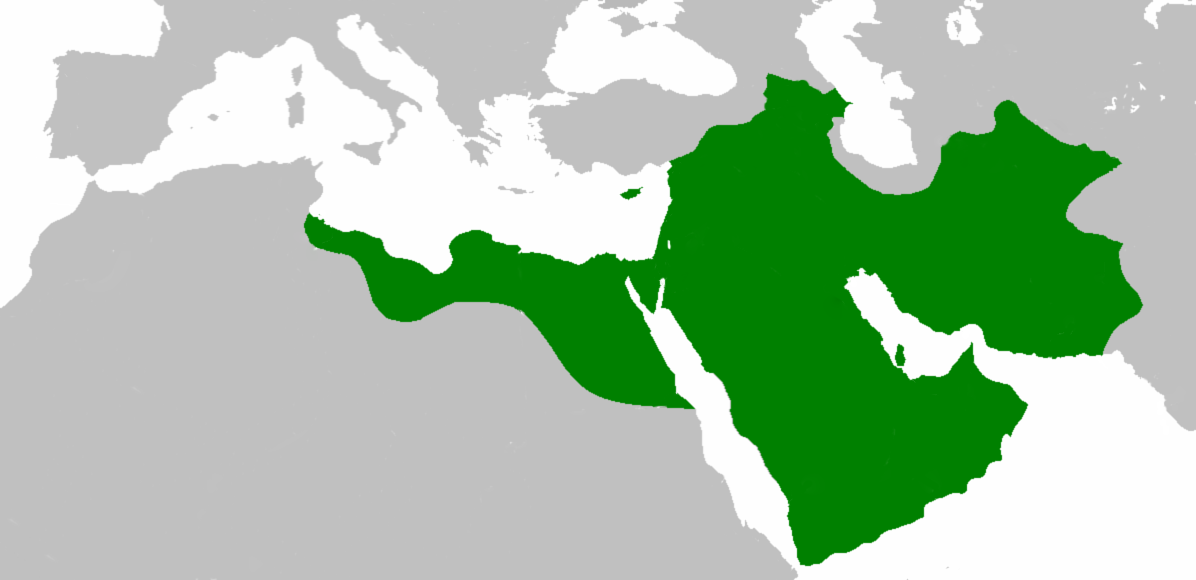
خلافت راشدین در اوج آن در زمان خلیفه سوم، عثمان - سال ۶۵۴

اصلی‌ترین منبع تاریخی برای فتوحات پس از نهاوند در ایران البلاذری است که اصلیتش ایرانی است. نوشته‌های دیگری که در دست است در تکمیل مشاهدات بلاذری مفید هستند.
- جنگ نهاوند مقاومت دولت مرکزی را در هم شکست، و از این زمان به بعد پیشروی اعراب مقاومت‌های محلی بود که در برخی موارد شدید بودند.[۱۰] اعراب پس از گرفتن هر شهری قراردادی با سران آن شهر می‌بستند که در آن میزان مالیاتی که قرار است که از شهر اخذ شود را مشخص می‌کرد. ریچارد فرای با اشاره به پیمانی که میان اعراب و مرزبان آذربایجان بسته شده بود می‌نویسد که این پیمان علاقه اصلی اعراب به اخذ غنیمت را نشان می‌دهد. پس از یک جنگ سخت میان اعراب و مرزبان آذربایجان که در آن اعراب پیروز بودند، مالیات زیادی بر ساکنان شهر تحمیل شد. در ازای آن اعراب تضمین دادند که کسی از مردم آذربایجان را نکشته یا برده نگیرند، آتشکده‌ها را خراب نکنند، از اهالی آذربایجان در مقابل حمله کردها حفاظت کنند، و به مراسم مذهبی مردم کاری نداشته باشند.[۱۲]
- به گفته تورج دریایی در هنگام فتح، مسلمانان به مرزبانان یا حاکمان محلی چند گزینه ارائه می‌کردند: یا مسلمان شوند و جز امت اسلامی محسوب گردند؛ یا فرمانروایی مسلمانان را بپذیرند و با پرداخت جزیه آزاد بمانند و بر مذهب خود باقی باشند؛ یا اینکه به عنوان آخرین گزینه مقاومت کنند و بجنگند که در آن صورت خطر کشته شدن یا به بردگی گرفته شدن وجود می‌داشت.[۹۶] اعراب معمولاً در امور داخلی مردمان محلی که مالیات خود را می‌پرداختند دخالت نمی‌کردند.[۲۱]
- در برخی موارد پس از فتح شهری آن مردمی که نمی‌خواستند جزیه بپردازند می‌توانستند از شهر خارج شوند. پس از سال ۲۲ هجری قمری و فتح آذربایجان چنین رسم شد آن کسان که نمی‌خواهند جزیه بدهند بتوانند در جنگ‌ها کنار مسلمانان شرکت کنند تا جزیه از آن‌ها برداشته شود.
- در قرون اول اسلامی، سران محلی مسئولیت اداره محلات و شهرها را بر عهده داشتند. پس از گرفتن یک ناحیه، اعراب در پادگان‌هایی که ساکن می‌شدند که یا خود تبدیل به شهر می‌شدند یا اینکه در نزدیکی شهرهای دیگر قرار داشتند. در زمان فتح و دوره بلافاصله پس از آن ارتباط و ادغام کمی بین اعراب و ایرانیان محلی وجود داشت. این خط مشی را هم خلیفه و هم علمای زرتشتی حمایت می‌کردند. با گرویدن زرتشتیان به اسلام تماس‌ها زیادتر شده، و قوانینی برای ارتباط بین آن‌ها وضع شد.[۲۱][۲۳]

گرفتن ایران به دست مسلمانان به معنای سقوط سنت‌های پادشاهی ایرانی به جز حدی که توسط فرمانروایان مسلمان عرب اختیار شد و نیز حمایت سیاسی از زرتشتیان بود. به هرحال، سربازان ساسانی و اشراف محلی که، احتمالاً در نتیجهٔ منازعات محلی، به مسلمانان پیوستند، در حکومت جدید جایگاهی برای خود تضمین کردند. اشرافی که به خاطر توافقاتی که به منظور پرداخت خراج در حین فتح ایران توسط مسلمین، صورت دادند زنده ماندند، این خراج‌ها را در ناحیهٔ خود دریافت کردند. در شرق، این ترتیبات مربوط به خراج منجر به تأسیس تحت‌الحمایه‌ها شد ولی لازم بودند به‌طور مرتب مجدداً اعمال بشوند. فقط مراکز اصلی تحت اشغال بودند و بعضی مناطق مانند گیلان، طبرستان، غور، زابلستان، بلوچستان، و مکران هرگز به‌طور دائمی کنترل نشدند. طبرستان نهایتاً در دورهٔ منصور تا سال ۱۴۴ / ۷۶۱ فتح شد. این فتح منجر به به شرق راندن ایرانیان غربی به عنوان پناهنده یا آوردن آن‌ها به آنجا به عنوان بخشی از نیروهای مسلمان، و به این ترتیب ایجاد ریشه‌های فرهنگ پارسی در شرق ایران شد. ایرانیان شرقی به عنوان اسیر به عراق، سوریه، و عربستان به غرب برده می‌شدند و به عنوان ایرانیان مسلمان در سرتاسر امپراتوری اسلامی تا جایی به فاصلهٔ شمال آفریقا پراکنده شدند.
- دلیل اینکه عمر علاقه‌مند به مخلوط شدن اعراب با ایرانیان نبود بخشی از دو سیاست اصلی حکومتی او پس از فتح بود: (۱) بادیه نشینان از آسیب رساندن به جامعه کشاورزی بازداشته شوند (۲) حاکمان مسلمان با روسا و نامداران نواحی فتح شده همکاری کنند و مردمان محلی تا جای ممکن پریشان نشوند. به همین دلیل اعراب تلاشی برای گرواندن ایرانیان به اسلام نکرده (به‌گفتهٔ لاپداس در زمان فتح، اعراب، اسلام را دینی عربی و برای خودشان در نظر می‌گرفتند)، و علاقه‌ای بر به هم زدن نظم اجتماعی و اداری نداشتند؛ اما با گذشت زمان، اعراب کنترل خود را بر شهرها بیشتر کردند.[۹۷] از زمان معاویه به بعد برنامه اسکان دائمی برخی اعراب در ایران اجرا شد.[۵]
- به زرتشتیان، مسیحیان و یهودیان، اهل ذمه گفته شده و به آن‌ها این امکان داده می‌شد که به اسلام بگروند، یا دین خود را حفظ کرده و جزیه بپردازند.[۹۸] نویسندگان مسلمان مکرراً در مورد مقررات مربوط به اهل کتاب به متنی به نام عهد عمر (العهدة العمریة) اشاره می‌کنند که به عمر نسبت داده می‌شود. بر اساس آن محدودیت‌های بر پوشش، حیواناتی که بر آن‌ها سوار می‌شوند، و ساختمان و محل‌های پرستش آن‌ها اعمال می‌کند. عموم مورخان غربی به دلایل مختلف این انتساب را جعلی می‌دانند.[۹۹][۱۰۰] مارک کوئن (تاریخ‌نگار) می‌نویسد که محافظت از اهل ذمه (زرتشتیان، مسیحیان و یهودیان) وظیفه‌ای مذهبی بوده و احادیث خیلی زیادی در این مورد وجود دارد که یک نمونه معمولی آن جملاتی است که به عمر در هنگام مرگ نسبت داده شده که به جانشینش گفته که به پیمان‌های با اهل کتاب وفادار بوده، مالیات بیش از توان آن‌ها از آن‌ها نگیرد و با کسانی که به آن‌ها حمله می‌کند بجنگد.[۱۰۱]
- به گفته برنارد لوئیس این متن در هر حال نحوه تکامل سیاست مربوط به جداسازی گروه غالب از گروه‌های تحت سلطه را مشخص می‌کند. لوئیس معتقد است که در ابتدای فتوحات اعراب اقلیت کوچکی بودند و نیاز به تضمین امنیت خودشان را داشتند. به همین دلیل قوانینی را در این جهت وضع می‌کردند. اما مسلمانان بعدی این محدودیت‌های امنیتی را به محدودیت‌های اجتماعی و حقوقی تفسیر کردند.[۹۹]
- روال کلی این بود که شهرها پس از عقد قرارداد صلح شهرها قیام می‌کردند. این مورد خصوصاً در مورد فارس درست بود که مکرراً در آن قیام صورت می‌گرفت. در این میان آذربایجان با بقیه استان‌ها تفاوت داشت که به صورت کلی آرام بود و تنها چند شورش کوچک در آن اتفاق افتاد.[۱۲] قیام‌ها مخصوصاً تا زمانی که یزدگرد زنده بود بیشتر رایج بود و مقاومت‌های محلی قوی و مکرر بود. برخی از نواحی چند بار شورش کردند. در برخی موارد مخالفان نیروی بزرگی نیز فراهم کرده بودند.[۱۱] تا زمان قتل عثمان، فتح ایران کامل شده بود و پادگان‌های اعراب در چند منطقه جهت اطمینان از اخذ مالیات برقرار شده بود.[۵] در زمان خلافت عثمان و علی قیام‌های محلی یا امتناع از پرداخت مالیات سریعاً تلافی می‌شد.[۱۱]
- تغییری که علی در زمان خلافتش انجام داد این بود که جنگجویان مسلمان را از غارت و اخذ غنیمت و تقسیم آن میان خود پس از فتوحات منع کرد. به جای آن مالیات اخذ شده از شهرها را به عنوان حقوق و نه غنیمت جنگی و به میزان ثابتی میان جنگجویان پخش می‌کرد. بر اساس گزارشی این اولین مورد اختلافی بود که میان علی و خوارج پیش‌آمد.[۱۰۲] در میان گفته‌های منسوب به علی، نامه او در مورد حکومت صالحانه به مالک اشتر مورد توجه زیادی قرار گرفته است.[۱۱][۱۰۳]
- به‌گفتهٔ ریچارد فرای علی‌رغم قیام‌ها، تا زمان امویان ایران دیگر در خطر جدا شدن از حکومت مسلمانان نبود. به دلیل تعداد افراد محلی که به اسلام گرویده بودند مقاومت‌ها عموماً جنبه مذهبی در مخالفت با اسلام نداشته، بلکه بیشتر عوامل اقتصادی و اجتماعی محرک آن بوده‌اند. از آنجایی که اعراب عموماً امور مالی و اداره سیاسی محلی را به دهقانان محلی ایرانی واگذار کرده بودند، بسیاری از قیام‌های کوچک علیه حکومت مسلمانان در واقع قیام علیه حاکمان ستمگر غیرعرب بود، تا علیه اعراب.[۱۱]
- کلود کائن می‌نویسد که تحت تأثیر جنبش‌های ملی گرایانه دوران مدرن، تمایل به سمت نمایش ایرانیان و اعراب به عنوان دو گروه متخاصم رفته است. به عقیده وی، اگر چه خطوط تمایز میان ایرانیان و اعراب مشخص بود و ایرانیان حاملان یک سنت بزرگ تاریخی و فرهنگی بودند که آن را نسل به نسل منتقل می‌کردند، اما قیام‌هایی که توسط گروه‌هایی خاص از ایرانیان و مکان‌هایی خاص اتفاق می‌افتاد بیشتر مذهبی بوده و هیچگاه ماهیت جنبش ملی گرایانه گسترده را نداشتند. همچنین ظهور حکومت‌های نیمه ملی پذیرای اسلام محدوده مخالفت‌ها را مشخص می‌کند. کائن همچنین این گفته را که ایرانیان در مقابله با اعراب مذهب شیعه را برگزیدند را رد کرده و آن را مغایر با شواهد تاریخی می‌داند که در دوران قرون وسطی ایران اکثریت سنی داشت.[۱۳]
- فرهنگ رجایی معتقد است که پاسخ ایرانیان در پذیرش حکومت اعراب یکنواخت و یکسان نبود.[۱۰۴] به عقیده هورانی و روتون شواهدی از پذیرش حکومت اعراب توسط ایرانیان وجود داشته و به این دلیل بود که اکثر آن‌ها به اینکه حاکمشان ایرانی یا یونانی یا عرب باشد اهمیت نمی‌دادند؛ از میان ساکنان شهرها تنها به این اهمیت می‌دادند که امنیت و آرامش داشته باشند و میزان معقولی مالیات از آن‌ها اخذ شود؛ تنها روسا و طبقه‌ای که منافعشان با آن‌ها پیوند خورده بود و همچنین برخی از طبقات جوامع مذهبی بودند که در این میان استثنا بودند. روستانشینان هم تحت رهبری سران خود زندگی می‌کردند و خیلی از حکومت تأثیر نمی‌پذیرفتند. نهایتاً برخی از ساکنان (مانند اقلیت‌های مذهبی) به استقبال تغییر حکومت رفتند.[۱۴] برخورد اعراب با اقلیت‌های مذهبی از برخورد ساسانیان خیلی بهتر بود.[۱۰۵]
- به‌گفتهٔ ستپنینت، دو قرائت متضاد از اولین برخورد اعراب با زرتشتیان ساکن ایران وجود دارد. یکی از آن‌ها صحبت از چپاول مادی و معنوی ایرانیان توسط اعراب می‌کند و دیگری صحبت از اثرگذاری اسلام و برخورد ملایم اعراب می‌کند. ستپنینت معتقد است که امکان دارد حقیقت چیزی میان این دو باشد. اگر چه بسیاری از بخش‌های ایران تخریب شده و ساکنان آن‌ها غارت یا کشته شدند، آن دسته از زرتشتیانی که حکومت اعراب را پذیرفتند و به آن‌ها مالیات پرداختند از امنیت برخوردار بودند. بدون شک موارد زیادی از خشونت و اجبار به پذیرش اسلام وجود داشت - این پدیده مشترک در تمام جنگ‌ها است - اما به‌گفتهٔ ستپنینت موارد خشن نباید اغراق شده تا حدی که ملایمت نسبی اعراب نادیده گرفته شود. ملایمت در برخورد هم ریشه در تعلیمات اسلامی و هم توجیه اقتصادی داشته است. در زمانی که مرزهای خلافت عرب گسترش یافته و تعداد زیادی غیرمسلمان تحت پوشش آن درآمده بودند، همراهی ساکنان غیرمسلمان آن اهمیت داشت.[۱۰۶]
- همچنین از دیدگاه برخی دیگر از پژوهشگران تاریخ نیز حملات اعراب مسلمان به ایران، به ویژه در جنگ سقوط مدائن و جنگ جلولا-که در آن، صد هزار (۱۰۰٫۰۰۰) تن ایرانی قتل‌عام شدند-با مقاومت مردم بسیاری از شهرها روبه‌رو شده؛ هر چند همگی سرکوب شدند.[۱۰۷]
- در نوشتاری باستانی («چامه هرمزگان») نوشته شده است: «پرستش‌گاه‌ها ویران شدند…؛ تازیان [عرب‌های اسلام‌گرای] ستمکار، روستاهای پیرامون شهر را با خود شهر، یکسان [نابود] کردند؛ زنان و دختران را به اسیری گرفتند و آزادمردان در خون خود غلتیدند…».[۱۰۸]

### سامانه مالیاتی
حسین صادقی استاد دانشگاه تربیت مدرس نوشته است، سیستم مالیات‌گیری دوره ساسانی یکی از متکامل‌ترین نظام‌های مالیاتی در عصر خود محسوب می‌شود. در دوره ساسانیان مالیات نرخی بود و بر حسب «مقاسمه» وصول می‌شد و به نسبت خوبی و بدی محصول سهمی از حاصل اراضی دریافت می‌شد. در صدر اسلام، نظام مختلط مالیاتی پدید آمد و از منابع متنوع‌تری مالیات گرفته شد و بر مالیات‌های عرفی سابق، تعداد مالیات جدید از قبیل مالیات مستغلات، مالیات ضرابخانه، مالیات کشتیرانی، باج ماهیگیری، مالیات معادن و مالیات کسبه صنعتگران اضافه و به علاوه شماری مالیات‌های شرعی مانند زکات و خمس نیز بر آنها افزوده شد.
طبری، مسعودی، ابن اثیر و ابن خردادبه مقدار مالیات محصولات مختلف را به شکل نمودار زیر آورده‌اند:
توضیح:هر جریب معادل ۲۴۰۰ متر مربع است.
| نوع محصول     | خسرو انوشیروان | دستور عمر بن خطاب |
| ------------- | -------------- | ----------------- |
| هر جریب گندم  | ۱ درهم         | ۴ درهم            |
| هر جریب جو    | ۱ درهم         | ۲ درهم            |
| هر جریب انگور | ۸ درهم         | ۶ درهم            |
| هر جریب یونجه | ۸ درهم         | ۶ درهم            |

اعراب از واژه‌های جزیه و خراج برای مالیات استفاده می‌کردند. متون قدیمی این دو کلمه را به جای هم و برای یک معنا استفاده می‌کنند، اگر چه بعدها استعمال آن‌ها متفاوت شد. تاریخچه و نحوه تکامل مالیات جزیه بسیار پیچیده است. اما چیزی که واضح است این است که اعراب از ساکنان شهرهای فتح شده انتظار داشتند به آن‌ها مالیات بپردازند. دریافت مالیات از دیدگاه فاتحان اثباتی مادی بر تسلط بر مناطق فتح شده بود، و از دیدگاه ساکنان ادامه فرایند پرداخت مالیاتی بود که به رژیم‌های قبلی می‌دادند، بود. به‌گفتهٔ مورخان مسلمانان تا حد زیادی سامانه مالیاتی ساسانیان و امپراتوری روم شرقی را حفظ کردند؛ واژه جزیه از واژه پهلوی گزیتک گرفته شده که مالیاتی بود که بر طبقه‌های اجتماعی پایین در زمان ساسانیان اعمال می‌شد و اشراف، روحانیون، دهقانان، و دبیران از آن معاف بودند. کلود کائن معتقد است که این لغت ریشه آرامی دارد. تنها اشاره مبهم قرآن به «خراج» در آیه مؤمنون ۷۲ است، و تنها اشاره آن به «جزیه» آیه توبه ۲۹ است: «با کسانی از اهل کتاب که به خدا و روز بازپسین ایمان نمی‌آورند و آنچه را خدا و فرستاده اش حرام گردانیده‌اند حرام نمی‌دارند و متدین به دین حق نمی‌گردند کارزار کنید تا با [کمال] خواری به دست خود جزیه دهند». به‌گفتهٔ پال هک و کلود کائن این آیه شکل اخذ مالیات به صورت جمعی را پیشنهاد می‌کند و نه مالیات بر تک تک افراد (اگرچه روایات از زمان محمد نشان می‌دهد که میزان این مالیات کلی می‌توانست به تعداد افراد جامعه بستگی داشته باشد).
پال هک معتقد است که اعمال مالیات بر تک تک افراد، و نه به صورت جمعی از تأثیرهای سامانه مالیاتی ساسانیان بوده است. منطق دریافت جزیه علامت تسلیم بودن غیرمسلمانان و همچنین تعهد فاتحان بر محافظت نظامی از مردم در مقابل حملات گروه‌های دیگر بود. تغییری که اعراب نسبت به دوره ساسانیان ایجاد کردند عدم اجبار اقلیت‌های مذهبی به خدمت در ارتش بود. همچنین به نظر می‌آید یکه در ابتدا میان پرداخت مالیات جزیه و طبقه اجتماعی رابطه‌ای بوده و پرداخت آن شخص را در طبقه پایین کشاورزان قرار می‌داده است و بنابراین پرداخت این مالیات حالت تحقیرآمیز داشته است. در واقع بخش انتهایی آیه ۲۹ سوره توبه «با خواری به دست خود جزیه دهند» به صورت تاریخی بگونه‌های مختلفی تعبیر شده و برخی از مفسرین متاخر روش‌های تحقیرآمیزی را در هنگام دریافت مالیات ذکر کرده‌اند. اما در زمان فتوحات و در اوایل اسلام که حکومت در قدرت بود و خطری آن را تهدید نمی‌کرد، فقها برخوردی انسانی تر داشته و بیشتر به بخش مالی و عملی دریافت مالیات اهمیت می‌دادند. در مورد اینکه معنی آیه ۲۹ سوره توبه برای اولین مخاطبانش چه بوده و به چه گروه افرادی اعمال می‌شده اختلاف نظر است، اما برداشت سنتی مسلمانان آن را به تمامی زرتشتیان، یهودیان و مسیحیان اعمال می‌کرد. در ابتدای فتوحات مالیات اکثراً از طریق اجناس یا برده پرداخت می‌شد، و نه از طریق پول.
به گفته مکدونالد، به علت سرعت فتح ایران مسلمانان اخذ مالیات‌های شخصی و زمین را به دست گرفتند. به عقیده مکدونالد مسلمانان احتمالاً مالیات‌ها را نیز اضافه کردند. مکدونالد به نقل قولی از یک کشیش در مصر رجوع می‌کند که می‌گوید مسلمانان در مصر مالیات را سه برابر کردند. از طرف دیگر ادوارد لوتاک معتقد است که در زمان فتوحات، مالیات‌ها کاهش یافتند هر چند سامانه مالیات تبعیض‌آمیز بود چون فقط مالیات (کمتر از گذشته) را از غیرمسلمانان می‌گرفتند. لاپیدوس می‌نویسد که با گذشت زمان مالیات‌ها فشار زیادی بر ساکنان شهرها وارد می‌کرد چنانچه مالیات کشاورزان حالت استعماری پیدا کرده و تا پنجاه درصد محصولشان می‌رسید. به عقیده فرای اگر چه بلاذری و دیگران مقادیری برای مالیات شهرهای مختلف ذکر کرده است، اما میزان واقعی آن مشخص نیست و حداکثر اعتمادی که به این گزارش‌ها می‌توانیم به آن بکنیم تشخیص میزان نسبی آبادی و ثروت بخش‌های مختلف نسبت به همدیگر است.

## اعراب مسلمان و کتاب‌سوزی در ایران
تورج دریایی استاد کرسی ایران باستان در دانشگاه کالیفرنیا، ارواین می‌نویسد: اعراب مسلمان در دوره اموی در خوارزم کتاب‌های مغان را سوزاندند که کار عجیب و نامعمولی بود و واقعه‌ای معمول در تاریخ فتوحات اعراب مسلمان در ایران زمین به‌شمار نمی‌آید. فقدان کتاب‌های باستانی به زبان پهلوی به دلیل تغییر زبان علمی رایج در ایران پس از حمله اعراب و بلا استفاده ماندن کتاب‌های نوشته شده به زبان پهلوی است.
نویسندگان ایرانی از جمله محمد معین در مورد کتاب‌سوزی در جندی شاپور پس از اشغال ایران به دست اعراب، سخن رانده‌اند؛ از جمله، منابع اولیه تاریخی مورد اشاره همه این نویسندگان، کتاب مقدمه ابن خلدون که در قرن ۹ هجری نوشته شده است، می‌باشد. زرین‌کوب در کتاب کارنامه اسلام (۱۳۴۸) کتاب‌سوزی اعراب در تیسفون را نفی می‌کند: «روایتی هم که گفته‌اند کتابخانه مدائن را اعراب نابود کردند ظاهراً هیچ اساس ندارد و مآخذ آن تازه است.»
او نهایتاً در کتاب روزگاران (منتشره در سال ۱۳۷۳) با باز تأیید این امر که روایت کتاب‌سوزی در تیسفون چندان قدمت ندارد، با اشاره به روحیه‌های هیجانی فاتحان، احتمال رخ دادن این مسئله را منتفی نمی‌داند. دانشنامه کتابخانه و دانش اطلاعات دربارهٔ کتاب‌سوزی کتابخانه‌ها در ایران طی حملهٔ عرب‌ها می‌نویسد که عرب‌ها به دلیل تعصب و اعتقاد به این‌که قرآن برترین کتاب است هر کتاب غیر قرآنی را نابود کردند.
فرانز رزنتال استاد پیشین زبانهای سامی و زبان عربی در دانشگاه ییل، اسلام‌شناس و مترجم کتاب مقدمه، در پانوشت این گفته ابن خلدون می‌نویسد «این روایت دیگری از یک افسانه معروف است که بر طبق آن عمر، دستور ویرانی کتابخانه اسکندریه را داد».
برنارد لوئیس در مقاله‌ای ضمن بی‌اعتبار خواندن کتاب‌سوزی اعراب در اسکندریه با اشاره به تشابه این روایت ابن خلدون با روایتی که در آن نقل شده عمر فرمان به تخریب کتابخانه اسکندریه داده است، می‌گوید: «تاریخ‌نگار قرن چهاردهم، ابن خلدون، داستان تقریباً یکسانی را راجع به ویران کردن یک کتابخانه در ایران به دستور خلیفه عمر مطرح کرده که نشان از ویژگی عامیانه آن دارد».
سیلمز در تحقیقی که در سال ۲۰۰۵ در ژورنال آمریکایی علوم اجتماعی اسلامی چاپ شد با اشاره به سالم ماندن دانشگاه گندی شاپور در حمله اعراب به ایران می‌نویسد اعراب به اهمیت مؤسسهٔ آموزشی گندی‌شاپور پی بردند و شکوه آن را و کتابخانه و دیگر سازمان‌های شهر را باقی نگاه داشتند.

## نتایج حمله اعراب

### پیامدهای دینی
- به گفته برنارد لوئیس ظهور اسلام همانند انقلابی بود که فقط تا حدی موفقیت‌آمیز بود. دلیل این امر تنش‌هایی بود که بین مذهب جدید و ساختارهای اجتماعی موجود در سرزمین‌های فتح شده توسط مسلمانان وجود داشت. یک حوزه عمده تنش ناشی از ماهیت تساوی گرایانه عقیده‌های اسلامی بود. اسلام از ابتدا اختلافات طبقاتی و مزیت‌های طبقه اشرافی را رد کرد و روشی را برگزید که در آن ورود به شغل‌های مختلف برای افراد مستعد باز بود. لوئیس می‌گوید که البته برابری کامل در اسلام محدود به مسلمانان مرد آزاد بود، ولی حتی همین پیشرفت بسیار قابل ملاحظه‌ای در مقابل آنچه در ایران باستان، یونان و رم مرسوم بود، به حساب می‌آمد. لوئیس معتقد است که در اکثر مسائل سیاسی و عمومی سنت‌های قدیمی در لباس مبدل اسلامی جان سالم به در برده و تداوم یافتند، به ویژه در تداوم شکل پادشاهی و استبدادی حکومت.[۱۳۲]
- به گفته برنارد لوئیس[۱۳۳]

حمله اعراب در ایران به طرق مختلف دیده شده است: برخی آن را واقعه‌ای بابرکت، ورود دین صحیح، و پایان عصر جاهلیت و بت‌پرستی و دیگران آن را یک شکست ملّی تحقیرآمیز، فتح [اشغالگری] و تسلط نیروهای بیگانه بر کشور می‌دانند؛ البته هر دو دیدگاه، بسته به دیدگاه، معتبر هستند…؛ ایران در واقع اسلامی شد، اما عربی نشد. ایرانیان ایرانی ماندند. پس از بازه‌ای سکوت، ایران به عنوان بخشی مجزا و متفاوت در درون اسلام، ظهور کرده و نهایتاً بُعد جدیدی به خود اسلام افزود. مشارکت فرهنگی، سیاسی و (چشمگیرتر از همه) مذهبی ایرانیان در تمدن اسلامی، دارای اهمیت خارق‌العاده است…؛ به معنایی، اسلام ایرانی، ورود مجدد اسلام است؛ اسلامی جدید که برخی اوقات با نام اسلام عجم از آن یاد می‌شود؛ این، اسلام ایرانی (و نه اسلام عربی) بود که به نواحی جدید و مردمان جدید، برده شد.
- به گفته التون دانیل، حمله اعراب به ایران به همان میزان که محرک خلاقیت بود، فاجعه‌ای تخریب‌آمیز بود. به‌علاوه ایرانیان حداقل به همان میزان بهره‌ای که دریافت کردند، در شکل‌دادن تمدن اسلامی مشارکت کردند، چنانچه می‌توان صحبت از فرهنگ مجزای ایرانی-اسلامی کرد. فرایند عبور از دوره ساسانی به دوره اسلامی ترکیبی از پیوستگی و تحول است.[۳]
- ریچارد فرای تأثیرهای اسلام (که آن را «مذهب برابری» می‌خواند) بر ایران شگرف می‌داند. این تأثیر علی‌رغم زیاده روی‌ها و سوءاستفاده اعرابی که آن را به ایران آورده بودند، اتفاق افتاد. به‌گفتهٔ او تأکید مورخان اخیر بر عوامل اقتصادی، اجتماعی و سیاسی در حملات اعراب، باعث کم توجهی به قدرت و اثرگذاری ایدئولوژی جدید اسلام بر ایران شده است. ریچارد فرای معتقد است که تعامل و یکی شدن حوزه‌های فرهنگی شرق و غرب ایران تحت اسلام اتحادی ایجاد کرد که از زمان هخامنشیان در ایران وجود نداشت و به‌علاوه پیوستگی زمان هخامنشیان با اتحاد همه مشمول تحت اسلام در ایران قابل مقایسه نیست. به‌گفتهٔ فرای «فقط تحت اسلام بود که ادبیات حماسی کلی ایرانیان، ترکیبی از داستان‌های قهرمانانه شرقی و تاریخ نثری اکثر غرب ایران، شکل گرفت. فقط تحت اسلام بود که درک اتحاد و هویت ایرانیان، متمایز از اعراب، به‌وجود آمد. می‌توان فرض کرد که در قرن پنجم میلادی یک ایرانی تحصیل کرده در فارس یک سغدی از دره فرغانه را کاملاً بیگانه محسوب می‌کرد. پنج قرن بعد یک ایرانی تحصیل کرده در فارس یک سغدی از دره فرغانه را کاملاً همخویش خود محسوب می‌کرد، در حالی که اعراب را متمایز از خود.»[۱۳۴]
- در منابعی نوشته شده است که اعراب اسلام‌گرا از راه اِعمال فشار و در یک روند طولانی اسلامی‌سازی که با شکنجهٔ زرتشتیان همراه بود، اسلام را در ایران گسترش دادند. ویران کردن کتاب‌خانه‌ها، مجازات مالیاتی برای پیروان ادیان دیگر، از بین بردن منابع دین زرتشت و نیز تغییر زبان فارسی به عربی، از اقدامات سخت‌گیرانهٔ عرب‌های اسلام‌گرا در دورهٔ حکمرانی‌شان بود.[۱۳۵][۱۳۶][۱۳۷][۱۳۸]
- به هر روی، در پی حمله عرب‌های اسلام‌گرا به ایران، بسیاری از ایرانیان، برای حفظ اموال و اراضی خود، و عدّه دیگری با پیروی از عمل اشراف و بزرگانشان مسلمان شدند؛ در حالی که ایمان در دل‌هایشان رسوخ نکرده بود. شماری دیگر نیز از ترس جان یا عدم توانایی در پرداخت جزیه، مسلمان شدند؛ چرا که اگر کسی مسلمان نمی‌شدند، یا باید جزیه پرداخت می‌کرد یا باید کشته می‌شد. برخی دیگر نیز برای اینکه کشته و نیز مسلمان نشوند، ناگزیر شدند که در کمال خواری، جزیه دادند.[۱۳۹]

گفته شده در زمان حجّاج، از موالی به این عنوان که اسلام آن‌ها واقعی نیست ـ و برای فرار از جزیه اسلام آورده‌اند ـ جزیه گرفته می‌شد!
ایرانیانی که پس از حمله عرب‌های اسلام‌گرا به ایران، اظهار مسلمانی کردند، چهار دسته بودند:
1. کسانی که به سرعت اسلام را پذیرفتند؛ امّا نسبت به معارف اسلامی (به دلیل ندانستن زبان عربی) شناختی نداشتند؛ این گروه اندک بودند.
2. کسانی که به دلیل تبعیت از اشراف و بزرگان منطقه، مسلمان شدند.
3. کسانی که از ترس کشته نشدن، مسلمان شدند.
4. کسانی که به دلیل ناتوانی در پرداخت جزیه‌های سنگین، مسلمان شدند.[۱۴۱]

### علم و فرهنگ
- ادوارد براون می‌نویسد:[۱۴۲]

بنابراین به هیچ وجه صحیح نیست که گفته شود دو یا سه قرن پس از فتح ایران توسط مسلمانان، صفحه خالی در فعالیت علمی مردم آن بوده است. بر عکس، این دوره زمان به هم آمیختن کهنه و نو، دگردیسی قالب‌ها و فرا کوچ نظر گاه‌ها بود؛ ولی مطلقاً دوره رکود و مرگ نبود. از نظر سیاسی، درست است که ایران استقلال ملی خود را برای مدتی از دست داد، و به امپراتوری بزرگ مسلمانان پیوست، ولی در میدان علم بزودی به برتری‌ای رسید که شایسته زیرکی و قابلیت مردم آن بود. اگر نقش ایرانیان را از آنچه که به نام علوم عربی نامیده می‌شود تفریق کنیم بهترین قسمت آن رفته است.

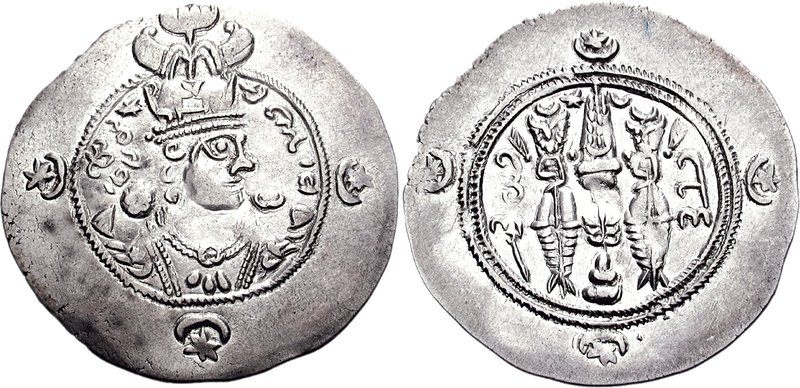
به مدت پانزده سال اعراب ضرب سکه به شیوه ساسانی و با عکس پادشاه ایران در یک سمت سکه را ادامه دادند.

- مورخان قدیمی با استناد به منابع عربی بر ناپیوستگی و تحول وضعیت قبل و بعد از ورود اعراب تأکید می‌ورزیدند. اما مورخان امروزی، خصوصاً آن‌هایی که از منابع غیرعربی نیز استفاده جسته‌اند، به صورت کلی متمایل به این بوده که پیوستگی بیشتری در وضعیت مشاهده کنند. به عنوان مثال ریچارد ایتون می‌نویسد که تعامل و انتظارات جمعیت تحت حکومت اعراب تأثیر زیادی در جهش اعراب از صحرانشینی به حاکمان امپراتوری داشت. به مدت پانزده سال اعراب ضرب سکه به شیوه ساسانی و با عکس پادشاه ایران در یک سمت سکه را ادامه داده؛ خلفای عرب القاب پادشاهان ایران مانند «سایه خدا در روی زمین» را اخذ کرده و سیاست ساسانیان در حمایت از مذهب حکومتی را (با تغییر زرتشتیت به اسلام) به اجرا گذاشتند. حمایت افراطی خلفای عرب از هنر و صنایع دستی ادامه سیاست‌های ساسانیان بود. این پیوستگی پیش‌زمینه رشد و شکوفایی سریع شهرهاست که بزودی پس از فتوحات اتفاق افتاد.[۱۴۳]
- پروانه پورشریعتی این دیدگاه که تسخیر ایران توسط اعراب نقطه گسستی در تاریخ ایران است را سفسطه‌آمیز می‌داند. او معتقد است فتح ایران نباید به عنوان سرنگونی ساختارهای سیاسی ایران تلقی شود. چرا که به گفته او سنت‌های فرهنگی و سیاست‌های اشکانیان تا مدت‌ها پس از افول ساسانیان و تسخیر ایران زنده ماندند.[۱۴۴]
- به گفته لاپیداس، علی‌رغم نیت‌های محافظه کارانه، فتوحات اعراب و مهاجرت تعداد زیادی از آن‌ها به سرزمین‌های فتح شده تأثیرهای زیادی در بازرگانی، تجارت و کشاورزی داشت. اتحاد سرزمین‌های ساسانی و بخش‌هایی از امپراتوری روم شرقی در یک واحد سیاسی مرزهای تجاری سابق را برداشته و این اتحاد نقش استراتژیکی در رونق تجارت داشت (البته سوریه و آناتولی که قبلاً به هم پیوسته بودند از هم جدا شدند). ملاحظات تجاری باعث فتوحات بیشتر به سمت آسیای مرکزی، و همچنین توسعه شهرها شد. در ایران، فتوحات اعراب و مهاجرت‌ها به توسعه شهری و کشاورزی کمک کرد. امنیت، بازرگانی، جمعیت جدید، و سیاست‌های اعراب در مورد اسکان، شهرسازی، و آبیاری باعث تشویق رشد اقتصادی شد. البته در ایران اعراب شهرهای جدیدی نساختند، اما در محل‌های قبلاً برپا شده ساکن شدند.[۱۴۵]
- به گفته احسان یارشاطر سقوط ساسانیان با ضربه‌های فرهنگی همچون، نزول سطح سواد و نفوذ عقیده‌های کفرآمیز در آیین زرتشتی، همراه بود. به گونه‌ای می‌توان گفت که شکست نظامی برای ایرانیان آزادی به ارمغان آورد، تا دیگر تحت سلطه ظالمانه اجتماعی و مذهبی اواخر دوران ساسانی نباشند. این مسئله نیروی خلاقه آن‌ها را برانگیخت. روشنفکران نخبه ایرانی خودشان را وقف اسلام و زبان عربی کردند و به شکل گرفتن و گسترش تمدن جهانی اسلام کمک کردند. با وجود اینکه هیچ عنصری به مانند مذهب در جهان اسلام در متّحد کردن مسلمانان مؤثر نبود، ولی مبالغه‌آمیز نیست اگر گفته شود ایرانیان سلسله جنبان توسعه تمدن اسلامی بودند.[۱۴۶]
- اطلاعات ما در مورد ریاضیات در دوره ساسانیان بیشتر از اطلاعات ما در این مورد در اولین صد سال حکومت اعراب است. از دوره خلافت عباسی (در صد سال پس از حمله اعراب) پیشرفت ریاضیات شدت گرفت، اما از دوره خلافت امویان حتی نام یک ریاضی‌دان که کتابی نوشته باشد یا یک منجمی که مشاهدات انجام داده باشد ذکر نشده است. با این حال ادوارد کندی معتقد است که حتماً مطالعاتی در این زمان انجام می‌شده زیرا دقیقاً پس از دوره امویان شاهد وجود مترجمان بسیار زیادی هستیم که کتب تخصصی را از زبان پهلوی به عربی ترجمه می‌کردند.[۱۴۷]عکس سراسرنما از مسجد کاروانسرای ساسانی دیرگچین که تا قبل از حمله اعراب به ایران، کاربری آتشکده داشته است

عکس سراسرنما از مسجد کاروانسرای ساسانی دیرگچین که تا قبل از حمله اعراب به ایران، کاربری آتشکده داشته است

### خطّ و زبان
- هما کاتوزیان معتقد است، نگاه زرینکوب مبتنی بر «دوره سکوت» ایرانیان را می‌توان ناشی از تعصب ملی گرایانه مدرن به ایران دانست که کاتوزیان آن را در تضاد با حقایق تاریخی می‌داند. به‌گفتهٔ کاتوزیان اگر چه درست است که حکومت مستقل ایرانی در این دو قرن وجود نداشت و تقریباً شاهدی از ادبیات نوشتاری در زبان‌های مختلف فارسی وجود ندارد، اما این زبان‌ها را ایرانیان استفاده می‌کردند و اگر ایرانیان شهرنشین عربی فرامی‌گرفتند، اعراب ساکن ایران نیز فارسی می‌آموختند. کاتوزیان با بیان اینکه از همان ابتدا ایرانیان در رژیم جدید مشارکت داشتند، و با ذکر مثال‌هایی معتقد است که ایرانیان در همان دو قرن نقش خیلی برجسته‌ای در رشد فرهنگ اسلامی و بین‌المللی شدن آن بازی کردند.[۱۴۸]
- پروانه پورشریعتی می‌نویسد:[۱۴۹]

گفتمان ناسیونالیستی دانشوران ایرانی در دو نسل گذشته، که برخی از آن‌ها سرسختانه و گاه به صورت متخاصم، سهم ایران در تاریخ قرون وسطای خاور میانه را دست کم گرفته بودند، بخشی از دلیل این مسئله است که بررسی دانشورانه تاریخ ایران در این دوره مورد کم لطفی قرار بگیرد. در واقع به تلاش‌هایی که در راستای روشن کردن ابعاد ایرانی در پایان تاریخ کهن خاور میانه صورت می‌گرفت کما بیش با دیده تردید نگریسته می‌شد. در این فضا کمتر پیش می‌آید که کسی بعدی از تاریخ ایران را به صورت مثبت نشان دهد بدون آنکه از سوی متعصبین میهن‌پرست مورد اتهام واقع نشود.
- در زمان ساسانیان ایرانیان پنج زبان مختلف داشتند: زبان پهلوی، فارسی دری، پارسی، خوزی و سریانی. از این میان دو زبان ایرانی نبودند؛ خوزی و سریانی. زبان رسمی حکومت و مذهب زرتشتی پارسی بود که زبان موبدان و محققان بود. زبان محاوره‌ای مردم عادی «دری» بود. در اواخر دوره ساسانیان، زبان دری و پارسی دو زبان یا لهجه متفاوت نبودند؛ بلکه دو فرم مختلف از یک زبان یکسان بودند که استفاده‌های متفاوتی داشتند. از میان زبان‌های رایج تنها پارسی بود که نوشته می‌شد؛ دری تنها محاوره‌ای بود. مهم‌ترین تأثیر قرن‌های اول پس از حمله اعراب گسترش قابل ملاحظه زبان محاوره‌ای دری بود. اگر چه احتمالاً در عراق جایگاهش را از دست داد اما در شرق به شدت گسترش یافت، زیرا فاتحان مسلمان در آن منطقه‌ها تحمیل می‌کردند. در واقع بخش بزرگی از لشکر «اعراب» در زمانی که به ماوراءالنهر رسیده بودند، را ایرانیان تشکیل می‌دادند[۱۵۰][۱۵۱] (حدود یک چهارم لشکر اعراب را در این زمان ایرانیان تشکیل می‌دادند[۶۲]). زبان دری به تدریج در این مناطق جایگزین زبان محلی آن‌ها شد. اما از آنجایی که دری نوشته نمی‌شد، در مناطق مختلف تغییرات و لهجه‌های مختلفی پیدا کرد. زبان عربی برای ایرانیان زبان فرهنگی بود، و جایگزین زبان دری نشد. به گفته لازارد، تأثیر حمله اعراب در ایران متحد شدن زبان محاوره‌ای آن‌ها در مناطق مختلف شد که نقشی مهم در ظهور فارسی جدید بازی کرد.[۱۵۰][۱۵۱]
- ریچارد فرای می‌نویسد که در حالی که ایرانیان انرژی خود را صرف جنبه‌های مختلف فرهنگ کرده بودند، اعراب آن را به صورت یک جنبه‌ای صرف ادبیات کرده بودند. ریچارد فرای معتقد است که شکوفایی شعر فارسی در این سطح و اندازه بدون تأثیرپذیری از ادبیات عرب احتمالاً نمی‌توانست اتفاق بیفتد به‌گفتهٔ فرای لغت‌های غنی و قواعد شعر عرب، و استفاده ماهرانه آن‌ها از کلمات و تصویرنگاری مشوق خلاقیت در ادبیات فارسی بوده است. مقایسه سطح ادبیات فارسی میانه و جدید تفاوتی بسیار آشکار را نمایان می‌کند.[۱۵۲]

## قیام‌های ایرانیان علیه سلطه اعراب
- جنبش سیاه‌جامگان
- قیام به آفرید
- جنبش مهریان
- قیام سندباد
- قیام اسحاقیان
- جنبش استادسیسیان
- جنبش سپیدجامگان (المقنع)
- قیام عمومی طبرستان
- قیام بابک خرمدین
- طغیان مازیار
- شورش اَسفار شیرویه
- طغیان مرداویج زیاری

## تأثیرهای حمله به ایران بر جامعه عرب‌های مسلمان
از اولین تأثیرات حمله به ایران بر اعراب می‌توان به کشته شدن عمر خطاب به دست یک اسیر ایرانی اشاره نمود. در سال ۶۴۴ میلادی پیش از تسخیر کامل ایران توسط اعراب، عمر توسط پیروز نهاوندی، صنعتگر ایرانی (که در جنگ اسیر شده و به عنوان برده به عربستان منتقل شده بود) کشته شد.